# Fernando de Magallanes
Fernando de Magallanes, también conocido como Hernando de Magallanes (en portugués, Fernão de Magalhães, Sabrosa u Oporto, siglo XV-Mactán, 27 de abril de 1521), fue un militar, explorador y navegante de origen portugués y de linaje noble. 
Al servicio de Carlos I de España, inició en 1519 la expedición para alcanzar las Indias Orientales atravesando el Pacífico para abrir una ruta comercial en la que descubrió el canal natural navegable que hoy recibe el nombre de estrecho de Magallanes, realizando la primera navegación de origen europeo desde el océano Atlántico hasta el océano Pacífico, llamado hasta entonces mar del Sur. Esta expedición, en la que Magallanes murió en 1521 en Filipinas, se convirtió en la primera circunnavegación de la Tierra cuando una de sus naos, capitaneada por Juan Sebastián Elcano, regresó a España en 1522 al decidir Elcano regresar navegando hacia el Oeste a través del océano Índico y bordeando África.
Nacido alrededor de 1480 en una familia menor de la nobleza portuguesa, Magallanes se convirtió en un hábil marinero y oficial naval al servicio de la Corona portuguesa en Asia. El rey Manuel I de Portugal se negó a apoyar el plan de Magallanes de llegar a las Molucas (o islas de las Especias), navegando hacia el oeste alrededor del continente americano. Magallanes propuso luego el mismo plan al rey Carlos I de España, quien lo aprobó. En Sevilla se casó, tuvo dos hijos y organizó la expedición. En 1518, por su lealtad a la Monarquía Hispánica, Magallanes fue nombrado almirante de la flota española y se le dio el mando de la expedición, la «Armada de las Molucas», compuesta por cinco barcos. También fue nombrado comandante de la Orden de Santiago, uno de los rangos militares más altos del Imperio español.
Habiendo recibido poderes especiales y privilegios de manos del rey, comandó la Armada desde Sanlúcar de Barrameda hacia el suroeste a través del océano Atlántico, hasta la costa oriental de Sudamérica y hacia el sur hasta la Patagonia. A pesar de una serie de tormentas y motines, la expedición atravesó con éxito el estrecho de Magallanes (bautizado en su honor) hasta el Mar del Sur, al que Magallanes rebautizó como Mar Pacífico. La expedición desembarcó en Guam después de una ardua travesía del Pacífico y luego llegó a las Filipinas. Allí, en abril de 1521, Magallanes murió en la batalla de Mactán. Bajo el mando del capitán Elcano, la expedición finalmente llegó a las Islas de las Especias. Los dos barcos restantes de la flota se separaron: uno intentó, infructuosamente, llegar a Nueva España navegando hacia el este a través del Pacífico. El otro, comandado por Elcano, navegó hacia el oeste a través del océano Índico y hacia el norte a lo largo de la costa atlántica de África, regresando finalmente a España en septiembre de 1522 y logrando el primer circuito completo del globo.
Mientras estaba al servicio del Reino de Portugal, Magallanes ya había llegado al archipiélago malayo en el sudeste asiático en viajes anteriores hacia el este (entre 1505 y 1511 o 1512). Al visitar esta región nuevamente, pero esta vez viajando hacia el oeste, Magallanes logró una circunnavegación personal casi completa del globo por primera vez en la historia.

## Biografía

### Orígenes y familia

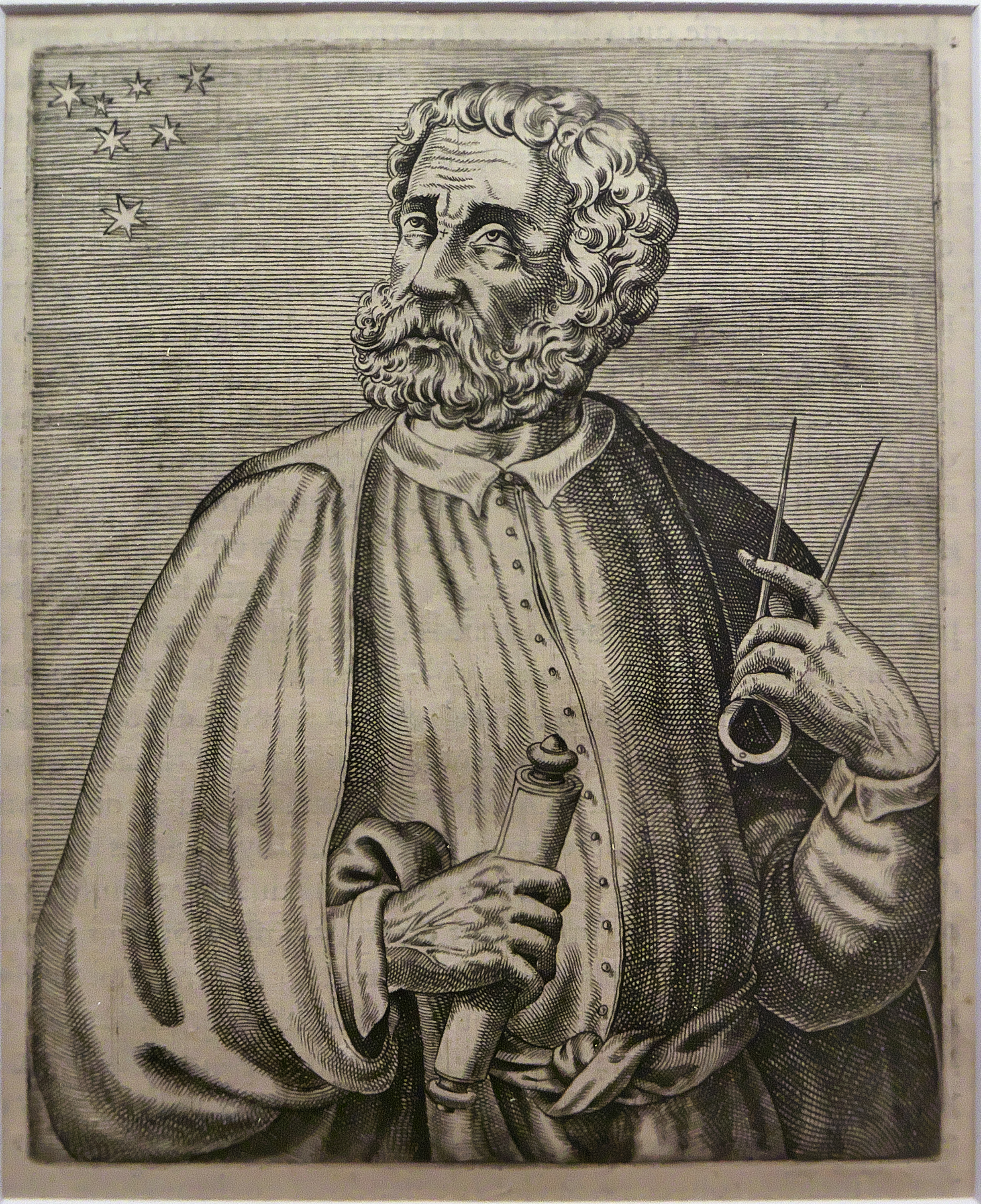
Calcografía de la obra de André Thevet

No se conserva ningún documento que indique cuándo nació Fernando de Magallanes, aunque muchos biógrafos han repetido que nació en 1480.
Se declaraba natural de Oporto y la mayoría de los historiadores lo cree así.
En un presunto primer testamento de Magallanes de 1504 se dice que era de una familia de la nobleza y muestra un interés especial por Sabrosa, una villa a 90 kilómetros de Oporto, pidiendo que se pagasen misas allí por su alma en el caso de que muriese y porque la Quinta de Souta, una finca del lugar de la que era propietario, permaneciese en su familia. Una tradición local dice que nació en la Casa da Pereira de Sabrosa, aunque lo más probable es que esta fuera de João de Silva Telles, esposo de su hermana Teresa. El historiador portugués Antonio Baião dijo en 1922 que el testamento de 1504 es falso argumentando que la primera copia es del siglo XVIII, que no hay nada que avale que los nombrados en el documento existieron y que difiere en muchos aspectos de su testamento de 1519.
Declaró ser hijo de Rui o Rodrigo (variantes del mismo nombre) de Magalhães y de Alda de Mesquita. Tenía un hermano llamado Duarte de Soussa y tres hermanas llamadas Isabel, Ginebra y Teresa.
El nombre de Rui Magalhães aparece como guardián del mayor castillo de Oporto. Consta que un Rui Paes de Magalhães estaba casado en marzo de 1475 con Inez Vaz Moutinho (se ha especulado que fuese un segundo matrimonio del padre) y que de esta unión nació Aires Magalhães, que profesó como religioso en Braga el 22 de diciembre de 1509. También consta que en 1468 un Rui Magalhães tenía una finca en Aveiro.
La familia de Magallanes mantenía relaciones de alianza con los duques de Viseo. En 1481 Leonor de Viseo se casó con el rey Juan II de Portugal. En 1495 Manuel de Viseo, hermano de Leonor, pasó a ocupar el trono. Fernando de Magallanes pasó a servir en la Corte, en Lisboa, en fecha desconocida antes de su primer viaje.
Fernando de Magallanes tenía una finca en Oporto o sus alrededores con trigales, viñas y castaños que en marzo de 1519 transmitió a su hermana Isabel.
Se casó en Sevilla en 1517 con Beatriz Barbosa, hija de Diogo Barbosa y María Caldeira, y tuvo dos hijos: Rodrigo, que falleció muy niño en octubre de 1522, y Carlos que murió al nacer. Beatriz Barbosa también murió poco después, en marzo de 1522.

### Primeros viajes
El 25 de marzo de 1505 zarpó en una armada hacia la India comandada por Francisco de Almeida, primer virrey de la India portuguesa, expedición que el rey Manuel envió para inspeccionar el poder marítimo musulmán a lo largo de las costas india y africana, así como para establecer una fuerte presencia portuguesa en el océano Índico. En la flota, de veinte navíos, iban 1 500 soldados. En la costa suajili impusieron nuevos gobernantes y establecieron guarniciones en Kilwa y Sofala. En Mombasa fueron recibidos con artillería, por lo que Almeida optó por arrasar la ciudad. Malindi decidió posteriormente cooperar con los portugueses. Ya en la India, Almeida se proclamó virrey en Cananor, donde la población decidió colaborar aunque sin confiar. En Cochín ocurrió algo similar. Calicut, por contra, resultó imposible de dominar. Según Gaspar Correia, Magallanes resultó herido en una batalla en Cananor de la que no había registro y es posible que aquí sufriera la herida que le causó su posterior cojera. En 1506 Magallanes regresó a la costa suajili en una expedición para reforzar las bases portuguesas y para mediar en una disputa sucesoria en Kilwa. Si bien Correia afirma que durante este periodo temprano de su servicio en la India Magallanes adquirió un considerable conocimiento de la navegación, se sabe poco de los primeros años de Magallanes en Oriente hasta que se le menciona entre quienes zarparon en noviembre de 1506 con Nuno Vaz Pereira a Sofala.
Para 1507, Magallanes estaba de vuelta en la India. En febrero de 1509 se formó una armada musulmana contra los portugueses con barcos de Calicut y Guyarat, a la cual se sumaron barcos de Egipto. Malik Ayak obstruyó la participación de los barcos de Guyarat y los portugueses pudieron derrotar a una fuerza muy superior en la batalla de Diu, ganando de esta manera supremacía sobre la mayor parte del océano Índico. Magallanes fue uno de los participantes en este combate.
En julio de 1509 Magallanes se encontraba en Cochín. Ese año, desde este enclave, zarpó en una expedición comandada por Diogo Lopes de Sequeira, junto con Francisco Serrão, su amigo y posiblemente primo. Esta expedición debía explorar las costas de Sumatra en busca de oro y, posteriormente, dirigirse a Malaca para abrir una ruta comercial. Los primeros historiadores de Magallanes han afirmado, sin que conste, que en esta expedición descubrió un complot de marineros malayos que querían apoderarse de los barcos, y que Magallanes fue enviado a alertar al comandante de los barcos portugueses en aguas de Malaca del inminente ataque. Posteriormente, habría habido un tumulto en el que Magallanes le habría salvado la vida a Serrão.
Cuando los barcos regresaron a la costa de Malabar, Almeida había sido sucedido en el gobierno por Afonso de Albuquerque. En septiembre de 1510 Albuquerque le entregó a Magallanes una armadura de segunda mano.
En octubre de 1510 consta que Magallanes estaba en Cochín y se describió a sí mismo como:

[...] un hombre que comercia en esta ciudad en sociedad con mercaderes a quienes presta dinero a un interés legal y por mutuo acuerdo, que estos por lo general acceden a pagarle con la mitad de los beneficios del acuerdo a un tipo de un diez por ciento anual.

Ese mismo año embarcó con un cargamento de pimienta de regreso a Portugal. Según el historiador del siglo XVI João de Barros, este barco encalló en las Maldivas. Magallanes tomó el control del barco y mandó a un grupo en bote a pedir ayuda, que llegó a Cananor. Magallanes se encargó de racionar la comida y de calmar los nervios de tripulantes las semanas que tardó en llegar el socorro.
Luego estuvo presente en una reunión con el gobernador para tomar Goa. Magallanes propuso que los barcos mercantes quedasen fuera de la flota de ataque para no importunar el comercio, consejo que fue bien recibido. La toma de Goa fue un éxito. Las victorias portuguesas frente a las costas orientales de África y occidental de la India habían quebrado el poder musulmán en el Índico, y el objetivo de la expedición de Almeida —arrebatar a los árabes los puntos clave del comercio marítimo— estaba casi cumplido. Sin embargo, sin el control de Malaca, su logro estaba incompleto. Por lo tanto, a finales de junio de 1511, una flota al mando de Albuquerque partió hacia Malaca. Magallanes y Serrão participaron en el sitio de esta plaza, que cayó tras seis semanas, en agosto de 1511. Este acontecimiento fue la victoria portuguesa más importante en Oriente. A través de Malaca pasaban las riquezas de Oriente a los puertos de Occidente, y con el control del estrecho de Malaca los portugueses tenían la llave de los mares y puertos de Malasia. Sólo quedaba explorar las ricas islas Molucas (actualmente parte de Indonesia), las islas de las especias.
Hacia noviembre de 1511 llegó a Malaca en junco el comerciante Nehodá Ismael con mercaderías malayas y javanesas que pretendía cambiar por especias en las Molucas. Albuquerque despachó una expedición a estas islas comandada por António de Abreu y uno de los barcos estaba comandado por Serrão. Magallanes, según Abreu, participó en esta expedición. El barco de Serrão encalló en las islas Sapudi y debió ser remolcado por pilotos javaneses y malayos. Pasaron el invierno de Guliguli, donde tuvieron que hundir la nave de Serrão porque estaba deteriorada. En Amboina compraron un junco. Cargaron los barcos de clavo importado de las Molucas y regresaron sin haber llegado a su destino porque los barcos necesitaban reparaciones. Una tempestad habría separado el barco en el que iba Serrão llevándolo a Lucopino según una crónica y a Mindanao según otra, siendo lo segundo menos probable. Entonces la nave fue asaltada por piratas, consiguiendo los portugueses hacerse con el control del barco de los asaltantes y llegar con él a Amboina. Fueron requeridos por los nativos para luchar contra los indígenas de Veranula (ciudad en la región de la Batachina de la isla de Halmahera) y, tras la victoria, entregaron a Serrão una casa de madera. El sultán de Ternate, Bayan Sirulá (llamado por los portugueses Cachil Boleif), supo de la existencia de este europeo y le invitó a su Corte. Serrão llegó a Ternate en 1512 y se quedó allí.
Magallanes regresó a Malaca. Entre sus esclavos estaba Enrique, al que define como «un mulato, natural de Malaca», aunque con posterioridad el cronista Antonio Pigafetta creyó que era de Sumatra. Magallanes partió luego a Cochín. En 1513 empezaron a llegar cartas de Serrão a los portugueses de Malaca sobre las Molucas. Según Antonio Pigafetta, cuando Magallanes estaba en Malaca recibió varias cartas de Serrão que le animaron a ir a las Molucas.
Magallanes regresó a Portugal en 1513 y, en agosto de aquel año, partió de Lisboa para ayudar al baluarte portugués de Azamor y para exigir tributos a los jefes tribales marroquíes. La expedición iba bajo el mando de Jaime, duque de Braganza. Según João de Barros, fue en la Batalla de Azamor donde Magallanes recibió una lanzada que le produjo una posterior cojera. Los portugueses hicieron 890 cautivos e incautaron 2 000 reses. Magallanes y Álvaro Monteiro se hicieron cargo del ganado. Entonces Magallanes fue acusado de vender ilegalmente y por la noche 400 reses a nativos marroquíes, diciendo luego que las habían robado. En julio de 1514 regresó a Portugal sin estar de permiso, probablemente huyendo de sus responsabilidades. En noviembre de 1514, pidió al rey Manuel un aumento simbólico de su estipendio como recompensa, pero el rey había recibido informes sobre su supuesta conducta irregular, y rechazando la petición de recompensa, le ordenó regresar a Marruecos. En julio de 1515 regresó pues a Marruecos donde los cargos contra él por lo del ganado se retiraron. Según el historiador João de Barros pudo ser porque estaba libre de esa culpa o porque no convenía en ese momento perturbar la paz en Azamor.
Según João de Barros, entre 1514 y 1517 Magallanes intercambió correspondencia con Serrão y le dijo que se encontraría con él en las Molucas en un viaje que haría con Portugal o con Castilla.
En 1516 estaba de nuevo en Lisboa, recibiendo un cargamento que pimienta que había hecho traer de Oriente. Magallanes recibió de la Casa de Indias una gran cantidad por el cargamento. Por otro lado, en abril de 1516 consta que recibía un estipendio de 1 250 reales mensuales de la Casa Real portuguesa. Sin embargo, pidió nuevamente un aumento del estipendio y del estatus por parte del rey portugués, que se le negó el 15 de abril de 1517.

### Expedición a las Molucas

#### Preparativos de la expedición
Los españoles defendían que el antimeridiano de la línea establecida en el Tratado de Tordesillas en 1494 dejaba en el lado español las islas de las especias o las Molucas. El tratado fijaba que debía hacerse una línea de un polo a otro que pasase 370 leguas al oeste de las islas de Cabo Verde, pero no se especificaba desde qué isla del archipiélago empezar a contar ni cuánto medía cada legua (lo que variaba localmente). También había cierto desconocimiento del tamaño del planeta y, mientras más pequeño fuera, más proporción le correspondería a España.
Es posible que Magallanes hubiera tenido acceso a un mapa de 1514 de Juan de Lisboa que muestra una Sudamérica que se va estrechando hasta un extremo meridional y a otro mapa de Johannes Schöner de 1515 que muestra dos estrechos en América, uno en Centroamérica (que no se había encontrado en expediciones previas) y otro al sur de Brasil. Con estos materiales, pudo pensar que se podía llegar a las Molucas atravesando antes el océano Atlántico. Bartolomé de las Casas dice que en una carta escrita por Antonio Pigafetta se decía que Magallanes había visto el estrecho que le permitiría llegar a las Molucas navegando hacia el oeste en una carta de navegación de Martin Behaim.
Magallanes entabló contacto con Rui Faleiro, un cosmógrafo que pensaba que las islas de las especias estaban en el lado que correspondía a España por el Tratado de Tordesillas, según el cual todos los territorios recién descubiertos y por descubrir al este de una línea de demarcación (370 leguas al oeste de las islas de Cabo Verde) eran asignados a Portugal, mientras que todos los que se encontraran al oeste serían asignados a España. Magallanes realizó sus propios cálculos, posiblemente empleando cartas náuticas portuguesas elaboradas por Francisco Rodrigues durante la expedición de António de Abreu y otras posteriores, y suponía que los portugueses habían manipulado los cálculos para situar estas islas en sus dominios.
Magallanes y Faleiro acordaron emprender una expedición a las islas de las especias sin compartir su información con terceras personas. Se proponían navegar hacia el oeste para probar en la práctica su afirmación de que las islas de las Especias se encontraban al oeste de la línea de demarcación, es decir, dentro del hemisferio español y no del portugués. Magallanes estaba convencido de que conduciría sus naves desde el Atlántico hasta el «Mar del Sur» descubriendo un estrecho a través de tierra firme. Tal idea no era original de él, y otros habían buscado un paso por el que los barcos que navegaban continuamente hacia el oeste llegaran a Oriente y evitaran así el cabo de Buena Esperanza en África, controlado por los portugueses.
El 20 de octubre de 1517 Magallanes se trasladó a Sevilla, entablando contactos con la Casa de la Contratación de Indias. Fue recibido por el factor de esta institución: Juan de Aranda. Magallanes escribió en noviembre de 1518 que no había otra persona tan preparada como Juan de Aranda para entender lo que perseguían él y Rui Faleiro.Magallanes, que hasta entonces había llevado su nombre portugués de Fernão de Magalhães, empezó a se conocido a partir de este momento por la versión castellano de su nombre.
En 1483 el rey Juan II de Portugal había reaccionado al aumento de la importancia de la Casa de Braganza ejecutando al tercer duque y empujando al exilio a sus afines, algunos de los cuales participaron en la guerra de Granada. Muchos de estos exiliados habían pasado a constituir el núcleo de la comunidad portuguesa en Sevilla, en la cual se integraría Magallanes.
En 1503 Isabel la Católica había nombrado a Jorge de Portugal y Melo alcaide del Alcázar y las Atarazanas de Sevilla. En 1517 ejercía de su teniente alcaide el portugués Diego Barbosa. Ese mismo año, Magallanes se casó con Beatriz Barbosa, hija de Diego. El contrato de matrimonio, no obstante, no estuvo terminado hasta el 4 de junio de 1519. En el contrato se daba una dote a Magallanes de 60 000 maravedís (una cantidad suficiente para pagar un año a 50 marineros). En 1519 nació el primer hijo del matrimonio, llamado Rodrigo.
Faleiro llegó a Sevilla en diciembre de 1517 junto con su hermano Francisco y, probablemente, también con su esposa Eva Afonso. Faleiro se molestó con Magallanes porque había contactado sin esperarle con miembros de la Casa de la Contratación. Diego Barbosa logró reconciliar a ambas personas con la ayuda de Rui Lópes, un cosmógrafo aficionado que había servido a Jorge de Portugal.
Según Francisco Faleiro, Magallanes tuvo acceso a mapas elaborados probablemente por Américo Vespucio y Nuño García de Toreno.
El 20 de enero de 1518 Fernando de Magallanes, Rui Faleiro y Juan de Aranda salieron de Sevilla con destino a Valladolid, donde se encontraba la Corte. Magallanes iba acompañado también por Enrique de Malaca y por una mujer de Sumatra que sabía varios idiomas. La mujer de Sumatra no aparece entre los miembros de la expedición pero según Francisco López de Gómara estuvo en ella y ayudó a comunicarse con los habitantes de las islas Marianas. La comitiva pasó una noche en Medina del Campo y luego se alojaron en Puente Duero.
Aranda quería ser recompensado por sus gestiones y, tras una negociación, Fernando de Magallanes y Rui Faleiro firmaron el 23 de febrero de 1518 darle una octava parte de los beneficios de la expedición.
El 22 de marzo de 1518, su propuesta recibió la aprobación real. Magallanes y Faleiro fueron nombrados capitanes generales conjuntos de una expedición encargada de buscar una ruta totalmente española hacia las Molucas. En el acuerdo real, Magallanes y Faleiro debían encontrar «el» estrecho, refiriéndose al hipotético paso a través de tierra firme. El gobierno de las tierras descubiertas les correspondería a ellos y a sus herederos, y debían recibir una vigésima parte de los beneficios netos de la empresa. Además, ambos fueron investidos con la Orden de Santiago, una caballería militar-religiosa española.
La comunidad marinera española reaccionó enérgicamente contra la aceptación por parte del rey de la expedición liderada por Portugal. La influencia de Juan Rodríguez de Fonseca, obispo de Burgos y jefe de la poderosa Casa de Contratación, entidad administrativa que supervisaba todas las exploraciones españolas, obstaculizó la correcta organización de la expedición, que se retrasó más de una vez. Agentes de la Corona portuguesa, indignados por el cambio de lealtades de Magallanes, también intentaron infructuosamente echar por tierra el proyecto. En mayo de 1519 Magallanes estuvo en la Corte, que estaba entonces en Barcelona, prestando declaración por el asunto de Juan de Aranda. Fue también a Barcelona a donde llegó el delegado apostólico del papa Francesco Chieregati, acompañado de Antonio Pigafetta. Pigafetta se terminó sumando a la expedición y escribió un diario completo del viaje.
El 25 de junio de 1519 el obispo de Burgos, Juan Rodríguez Fonseca, le dijo a Aranda que el acuerdo al que había llegado era nulo debido al conflicto de intereses que había al ser funcionario de la Casa de la Contratación.
Aranda logró que Magallanes fuese recibido en Valladolid por el canciller Jean Sauvage y el obispo de Burgos Juan Rodríguez Fonseca. Estos encuentros debieron tener lugar entre el 17 y el 18 de marzo de 1518. El asunto fue remitido al Consejo del Reino, que se negó a financiar la expedición porque consideraban que no había ningún estrecho que comunicase el Atlántico con los mares orientales.
Según Francisco López de Gómara, Magallanes hablaba de la riqueza de las islas de las especias presentando cartas de su amigo Francisco Serrão, que le decía que fuese a aquel lugar si quería ser rico pronto. También exhibía una crónica de un viaje por Oriente publicada en 1510 por Ludovico de Varthema.
Según Bartolomé de las Casas, Magallanes presentaba la nueva ruta para las Molucas en la Corte con una bola del mundo con los territorios dibujados y con el trayecto que pensaba realizar, aunque tenía la parte del estrecho americano en blanco, según él, para que nadie pudiese adelantársele.
El 20 de marzo llegó a Valladolid Carlos I, que había acompañado a su madre Juana I a un retiro en Tordesillas. El monarca revocó la decisión negativa del Consejo del Reino y aceptó financiar la expedición el 22 de marzo.Al final, el número de marineros portugueses asignados a la expedición se limitó estrictamente, el obispo Fonseca consiguió instalar a un oficial español como una especie de co-comandante de la flota, y Magallanes perdió a su co-capitán portugués, Faleiro, cuya inestabilidad mental le impidió navegar. Los conflictos entre los oficiales portugueses y españoles a bordo provocarían graves problemas de disciplina.
En las capitulaciones de Valladolid se especificó lo siguiente con respecto a la expedición de Fernando de Magallanes y Rui Faleiro:
- Los dos serían co-capitanes al mando de la tripulación de la flota.
- La Corona ofrecería cinco barcos y 234 marineros.
- La Corona nombraría un factor, un tesorero, un contador y escribanos.
- Tendrían monopolio de la ruta descubierta por el término de diez años.
- Serían nombrados gobernadores y adelantados de las tierras e islas que se encontrasen, con el cinco por ciento de las ganancias netas que resultasen.
- Tendrían una vigésima parte de las ganancias del viaje.
- Tendrían el derecho a retener mil ducados sobre los próximos viajes, pagando solo cinco por ciento sobre el excedente.
- Recibirían la concesión de una isla a cada uno, excepto de las seis más ricas de las cuales no recibirían más que una decimoquinta parte.
- Tenían prohibido entrar en la demarcación portuguesa.

Carlos I nombró a Fernando de Magallanes y a Rui Faleiro caballeros de la Orden de Santiago (los documentos los nombran así a partir del 19 de abril de 1518) y se especificó que todos los capitanes y pilotos serían nombrados también caballeros de esta orden si la expedición concluía con éxito. Magallanes iba a recibir también 125 000 maravedís con esta distinción y, como no llegó a recibirla antes de partir, le pidió al rey que la donase al Convento de la Victoria de Sevilla.
Comenzaron los lentos preparativos para el viaje, que estuvieron plagados de incidentes: insuficiencia de fondos, maniobras del rey de Portugal Manuel I y desconfianza de los castellanos hacia Magallanes y los otros portugueses involucrados.
El 30 de marzo de 1518 se nombró a Luis de Mendoza tesorero y a Juan de Cartagena inspector general. El 6 de abril se nombró capitán de uno de los barcos a Gaspar de Quesada. El 19 de abril se puso a Gonzalo Gómez de Espinosa como oficial en la flota. Todos ellos eran afines al obispo Fonseca y Magallanes se sintió mal porque pensó que pretendía controlarle. El 30 de abril se nombró a Antonio de Coca contable.
En octubre de 1518 Magallanes, encontrándose de nuevo en Sevilla, puso unas banderas con su escudo en una de las naos de la expedición en lugar de utilizar la bandera real española. Mucha gente se congregó en el entorno acusándole de haber izado banderas portuguesas. Sancho de Matienzo, tesorero de la Casa de la Contratación, ordenó retirar esos estandartes y arrestar a Magallanes. Los guardias mandados por Matienzo dispersaron a los trabajadores que estaban preparando la flota y se enfrentaron a la tripulación, produciéndose el apuñalamiento de un piloto. Magallanes terminó por escribir a Carlos I de España para indicarle que las banderas eran su escudo personal, que él era vasallo del rey español y que no puso las banderas reales porque no estaban acabadas de pintar. Finalmente, fue exonerado.
El monarca portugués envió a una persona a Sevilla a hablar con Magallanes para que regresase a Portugal y el embajador portugués en España, Álvaro da Costa, escribió a su rey hacia finales de septiembre de 1518 para indicarle que había «trabajado muchísimo» intentando que Magallanes no sirviese a la Corona española. Da Costa le llegó a decir a Carlos I que era feo que un rey acogiera en sus servicios a vasallos de otro rey pero Carlos I le respondió que Portugal usaba españoles de modo parecido. En febrero de 1519 Carlos I escribió a Manuel I de Portugal para decirle que la expedición de Magallanes respetaría las demarcaciones territoriales portuguesas. En julio de 1519 el diplomático portugués Sebastião Álvares habló con Magallanes para intentar disuadirle de servir a Carlos I diciéndole que por hacerlo perdería su honra, mientras este estaba supervisando las provisiones del viaje. Álvares también jugó con los temores de Magallanes diciéndole que tenía informes de inteligencia que indicaban que Rui Faleiro tomaría otra ruta, la del del cabo de Buena Esperanza, que otros subordinados de la expedición tenían órdenes secretas y que el obispo de Burgos no era de fiar.
El 19 de abril de 1519 Carlos I escribió a Fernando de Magallanes y a Rui Faleiro para decirles que fuesen directos a las Molucas, donde estaba la especiería.
Un 75% de la expedición fue financiada por la Corona castellana (6 454 209 maravedís), mientras que el 25% restante lo aportaron unos mercaderes burgaleses entre los que destacó Cristóbal de Haro (con 1 880 126 maravedís). El coste final de esta armada fue de 8 334 335 maravedís.
Álvaro da Costa escribió al rey portugués que Rui Faleiro dormía poco y andaba «casi fuera de seso». Sebastião Álvares contactó con Rui Faleiro y lo encontró «como un hombre que ha perdido el juicio». Gonzalo Fernández de Oviedo también consideró que Rui Faleiro había «perdido el juicio y estaba muy perturbado». Estos problemas mentales llevaron a apartarle de la expedición el 26 de julio de 1519. Juan de Cartagena, que ya era inspector de la expedición, fue nombrado «conjunta persona» de Magallanes en sustitución.
Rui Faleiro había efectuado desde 1516 lecturas de la longitud, a este y oeste, con una serie de reglas. Estos documentos fueron transportados por Magallanes en la expedición. Las labores que iba a realizar Rui en el viaje fueron realizadas finalmente por el piloto y cosmógrafo Andrés de San Martín.
Finalmente, 31 personas de la expedición eran portugueses. También había un mínimo de 137 españoles. Por otro lado, había entre 70 y 80 personas de otros países. El 9 de agosto Magallanes tomó testimonio a los encargados de reclutar a la tripulación (entre los que estaban Juan Sebastián Elcano, Gonzalo Gómez de Espinosa y Juan Rodríguez Mafra) para dar cuenta de que había habido problemas para enrolar a personal, que se había tenido que buscar en otros lugares (como Málaga, Cádiz y Huelva) y que esta era la razón de que hubiera tantos extranjeros. Entre los marinos portugueses se contaban Álvaro de Mezquita, primo hermano de Magallanes, Duarte Barbosa, primo de la esposa de Magallanes, Juan Serrano, primo o hermano de Francisco Serrão, y Esteban Gómez. Magallanes iba acompañado también por su esclavo Enrique de Malaca quien, según algunas fuentes, sería la primera persona en circunnavegar el planeta.
Para la expedición se usaron mapas de Nuño García de Toreno, Pedro y Jorge Reinel (padre e hijo) y Francisco Rodrigues, aunque la mayoría era obra de Diego Ribero, al servicio de la Casa de la Contratación desde 1518. Magallanes le regaló a Carlos I un mapamundi que costó 4 500 maravedís en una carpeta de piel de 340 maravedís y un compás bañado en oro de 476 maravedís.
Martín Fernández de Enciso publicó en Sevilla en 1519 su Suma de geographia, que situaba el antimeridiano del Tratado de Tordesillas en el golfo de Bengala.

#### Inicio del viaje
Tras una misa y una ceremonia en el Convento de la Victoria del barrio sevillano de Triana, el 10 de agosto de 1519 partió del muelle de las Mulas de Sevilla la escuadra de cinco naves que, descendiendo por el río Guadalquivir, llegó hasta Sanlúcar de Barrameda (Cádiz). Posteriormente, Cristóbal de Haro se hizo cargo de algunas facturas por avituallamiento y obras en las naves. En este periodo de tiempo, Magallanes se trasladó a Sevilla para ver a su familia. El 24 de agosto de 1519 redactó su testamento en Sevilla, en el que figuraba que quería ser enterrado en Convento de la Victoria de Triana si moría en esta ciudad o en cualquier iglesia próxima dedicada a la Virgen si moría durante la expedición. Nombró herederos a su hijo Rodrigo y a las criaturas a que diese a luz su esposa, a la que dejaba embarazada. Dedicó una décima parte de su legado a donaciones al Convento de la Victoria de Triana, al Monasterio de Montserrat (que debió visitar cuando estuvo en Barcelona), al convento franciscano de Aranda de Duero (que debió visitar en su viaje a Valladolid), al convento de Santo Domingo de las Dueñas de Oporto, a la construcción de la Catedral de Sevilla, al pago de rescate de cristianos en manos musulmanas, a ropa para pobres y a hospitales.
El 20 de septiembre sortearon la barra de tierra de Sanlúcar de Barrameda y comenzaron a navegar por el océano Atlántico. El 26 de septiembre se encontraban en Santa Cruz de Tenerife, en las islas Canarias. En esta isla embarcaron cuatro personas más y hubo un hombre que se marchó por razones desconocidas. Estuvieron aquí entre tres y seis días.
Según Juan López de Recalde, contador mayor de la Casa de la Contratación de Indias, Magallanes mantuvo oculta a la tripulación la ruta por la que iban a ir a las islas de las especias y fue en Canarias donde Juan de Cartagena y otros oficiales se plantaron ante Magallanes y le exigieron que les diese la ruta a seguir y al final Magallanes se la dio.

#### Cruce del Atlántico
La armada navegó hacia el sur, cerca de la costa africana, hasta alcanzar aproximadamente la altura de Sierra Leona. Entonces emprendieron rumbo hacia el oeste, en dirección a Brasil. Cuando todavía estaban cerca de la costa africana sobrevino una ausencia de viento que duró unos quince días.
Según Juan López de Recalde, cuando se apartaron de la costa africana Juan de Cartagena apreció que se apartaban de la ruta a las islas de las Especias que Magallanes le había comunicado.
Cuando estaban cerca de la costa africana el maestre de la nao Victoria, Antón Salomón, fue sorprendido violando a un grumete, Antonio Ginovés. Para castigarle, se convocó un consejo de capitanes en la Trinidad y el maestre fue condenado a muerte, aunque se aplazó la ejecución de la sentencia hasta llegar a tierra firme.
En el consejo de capitanes, Magallanes se enfrentó a Cartagena por la ruta que estaban siguiendo. Magallanes terminó apresándole con los pies en un cepo y lo puso a cargo del tesorero Luis de Mendoza. Muchos no aprobaron que apresase al veedor real, ya que consideraban que esto iba contra los deseos de Carlos I.
Durante la navegación por el océano Atlántico los barcos fueron sorprendidos por fuertes tormentas y por un fenómeno meteorológico llamado fuego de San Telmo.

#### Búsqueda del paso en Sudamérica
El 29 de noviembre la flota avistó un cabo, posiblemente el de San Agustín, en Brasil. En este momento empezó a tomar sus anotaciones el marino Francisco Albo. Desembarcaron el 19 de diciembre en una bahía que llamaron de Santa Lucía, que según la mayoría de las fuentes era la bahía de Guanabara aunque pudiese tratarse también de la cercana bahía de Sepetiba, ambas en el Estado de Río de Janeiro. Entonces se incorporó a la tripulación un hijo mestizo de João Lopes Carvalho, que había tenido en un viaje anterior. Estuvieron en la bahía de Santa Lucía dos semanas, aprovisionando los barcos y manteniendo buenas relaciones con los nativos.
Los marineros mantuvieron contacto con los pueblos tupíes que habitaban la costa. Ellos establecieron relaciones comerciales con indios, usualmente conocidas como permutas. Compraron productos frescos y variados a cambio de objetos europeos. Algunas de estas transacciones fueron registradas por el cronista de la expedición, el veneciano Antonio Pigafetta.

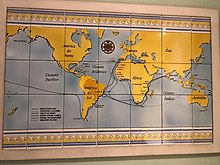
Mural de azulejos ubicado en la entrada del Museo Naval del Río de Janeiro. Representa las grandes navegaciones de fines del e inicio del, incluso la primera circunnavegación de la tierra

Zarparon el 27 de diciembre y el 31 exploraron la bahía de Paranaguá.
El 8 de enero de 1520 llegaron a las cercanías de Punta del Este, en Uruguay, que llamaron cabo de Santa María. Bordearon la costa y el 10 de enero divisaron una montaña que Antonio Pigafetta dijo que parecía "un sombrero" y le pusieron el nombre de "Monte Vidi". Es la primera referencia que existe de Montevideo.
Recorrieron el Río de la Plata y pasaron por Buenos Aires. Magallanes entró con sus barcos pensando que podía tratarse de un paso al mar del Sur. Una tempestad les obligó a esperar con sus barcos durante unos días. Luego, Magallanes mandó a la nao Santiago, de menor calado, a ir por el río Uruguay a buscar el paso. La nao remontó el mismo hasta que el agua resultó dulce, lo que indicaba que era solamente un río, y luego regresó. El 6 de febrero la flota salió del Río de la Plata sin resultados.
El Río de la Plata había sido ya explorado en 1516 por Juan Díaz de Solís, pero ningún europeo había navegado más al sur de Punta Piedras. Los barcos de Magallanes continuaron hacia el sur y el 12 o 13 de febrero doblaron el cabo Corrientes.
Doblaron hacia el suroeste por un gran entrante y llegaron el 22 de febrero hasta Bahía Blanca, donde encontraron todo cerrado de nuevo.
Siguiendo hacia el sur y llegaron a un golfo que bautizaron como San Matías, por haberlo descubierto el día de ese santo: el 24 de febrero. Luego continuaron hasta el golfo Nuevo, que recorrieron durante cinco días.
Posteriormente, exploraron sin grandes esperanzas el golfo San Jorge.
Recorriendo hacia el sur la costa de Argentina los tripulantes cazaron lobos marinos y vieron por primera vez pingüinos.
Les sorprendió otra tempestad, que cesó al aparecer de nuevo el fuego de San Telmo. El 31 de marzo de 1520 llegaron a un lugar que bautizaron como Puerto San Julián y Magallanes decidió que la armada se detuviese allí una temporada.

#### Motín del Puerto San Julián
Como la expedición no parecía seguir un camino hacia las islas de las especias y permanecían perdidos por tierras frías inútilmente, empezó a cundir el descontento.
El 1 de abril de 1520, Domingo de Ramos, Pedro de Valderrama, sacerdote nacido en Écija, celebró en el Puerto San Julián una misa que es la primera en territorio argentino. Posteriormente, se realizaría una comida. De los principales mandos, solo acudieron a la misa Magallanes, Álvaro de Mezquita, Luis de Mendoza y Antonio de Coca. Los dos últimos rehusaron asistir a la comida. El capitán de la Concepción, Gaspar de Quesada, fue uno de los que no acudió a la misa. Posteriormente, la tripulación regresó a los barcos y Quesada liberó a Juan de Cartagena. Quesada y Cartagena acudieron a la nao San Antonio, la que tenía más marinos portugueses, con 30 hombres armados y apresaron al capitán sustituto de la misma, Álvaro de Mezquita, pariente de Magallanes, y al piloto Juan Rodríguez Mafra. El capellán de la nao Trinidad, Pedro de Valderrama, intentó detener a Quesada citándole Salmos 1:6 pero este no le hizo caso. El maestre de la San Antonio, Juan de Elorriaga, mandó a la tripulación tomar las armas para liberar al capitán apresado y Quesada le asestó cuatro o seis puñaladas, hasta que le dio por muerto. Elorriaga recuperó la conciencia dos horas después y los amotinados declararon que lo llevaron a la nao Concepción para recibir tratamiento por sus heridas. Gaspar de Quesada, ayudado por Antonio de Coca, desarmó a la tripulación del barco. Elcano entró en la San Antonio como maestre y dirigió operaciones en las que se armó al barco con lombardas. Cartagena se puso al mando de la Concepción, Quesada al mando de la San Antonio y Mendoza al mando de la Victoria. De este modo, los tres barcos pasaron a estar bajo control de los sublevados.
En 1522 Elcano justificó el motín contra Magallanes ante el alcalde de Casa y Corte Sancho Díaz de Leguizamo con las siguientes palabras:

Los otros capitanes, juntamente con el dicho Cartagena, requerían al dicho Magallanes que tomase consejo con sus oficiales, e que diese la derrota a donde quería ir, e que no anduviese ansí perdido, e que no tomase puerto donde invernasen e comiesen los bastimentos, e que caminasen hasta donde podiesen sufrir el frío para que si hobiese lugar pasasen adelante; e que como al dicho Joan de Cartagena tenía preso el dicho Fernando de Magallanes, todos los capitanes e la otra gente tenían miedo que los tomaría presos, e por los muchos portugueses y gente de otras naciones que había en la armada; e para ello requirieron a este testigo, como maestre, Juan de Cartagena e Gaspar de Quesada que obedeciese a los mandamientos del Rey, e les diese favor y ayuda para hiciese cumplir los mandamientos del Rey, como en sus instrucciones lo mandaba.

Los amotinados declararon que su intención al retener a Mezquita era ponerlo de su lado para obedecer las órdenes del rey, representado por Juan de Cartagena, y que cuando se negó a ceder fue cuando lo encadenaron.
El 2 de abril los amotinados se pusieron a repartir pan sin medida para poner a la gente de su parte. También hubo quien declaró que los leales a Magallanes eran apaleados hasta la muerte y no se les daba de comer.
El 2 de abril, encontrándose los amotinados en una posición fuerte, mandaron sus demandas a Magallanes. Estas eran respetar las órdenes de Carlos I (según como ellos las interpretaban), abortar la conspiración que estaba tramando (no se concreta a qué se estaban refiriendo) y que debía someterse a ellos durante el resto del viaje recibiendo el tratamiento de "Vuestra Merced" en lugar de "Vuestra Señoría". Magallanes les pidió que hablasen con él en la nao Trinidad pero se negaron para no ser maltratados.
Magallanes mandó a la nao Victoria a un grupo de cinco o seis hombres al mando del alguacil mayor, Gonzalo Gómez de Espinosa. Luis de Mendoza les dejó embarcar para que le entregasen una carta de Magallanes, pero mientras leía la carta fue muerto a puñaladas por Gómez de Espinosa. Según Elcano, Magallanes premió este comportamiento dándole a Gómez de Espinosa doce ducados. Luego Magallanes mandó a la Victoria un batel con al menos quince personas más al mando de Duarte Barbosa y el barco quedó de nuevo bajo su control. El 3 de abril Cartagena y Quesada quisieron huir con sus barcos pero la estrecha salida de la bahía estaba bloqueada por la nao capitana, la Trinidad. Entonces planearon dirigirse con la San Antonio hasta la Trinidad y obligar a Mezquita a pedirle a Magallanes a gritos que no les cañonease. El plan no se llevó a cabo porque, esa misma noche, mientras los cabecillas dormían, la tripulación de la nao San Antonio levó anclas y decidió acercarse al barco de Magallanes, posiblemente para abandonar la rebelión. Sin embargo, la San Antonio fue recibida con artillería. Luego, algunos de la nao capitana saltaron a la San Antonio y preguntaron a la tripulación en qué bando estaban, respondiendo ellos que estaban en el bando del rey y del suyo. Quesada, Coca y otros líderes rebeldes que había a bordo de la San Antonio fueron encadenados. Magallanes envió luego a gente a la nao Concepción y Cartagena se rindió al ver que la tripulación no lo apoyaba, tras lo cual fue también apresado.
El 4 de abril Magallanes mandó llevar tierra el cadáver de Mendoza, descuartizarlo y colgarlo de una horca. Magallanes condenó a la horca a Quesada y el 7 de abril, para ahorrarle esa pena, uno de sus sirvientes le cortó la cabeza. El cadáver de Quesada también fue descuartizado y colgado junto a los restos de Mendoza.
Luego, Magallanes arrestó al clérigo Pedro Sánchez Reina, tal vez por decirle que iba a arder en el infierno o, según algunos amotinados, por guardar el secreto de confesión.
Magallanes perdonó la vida a cuarenta amotinados, según Mafra, por las súplicas de otros marineros.
Juan de Elorriaga falleció el 15 de julio por las puñaladas que le había dado Gaspar de Quesada.
A principios del mes de mayo Magallanes envió a la nao Santiago, al mando de Juan Rodríguez Serrano, a explorar más al sur mientras él y el resto de los barcos esperaban en el Puerto San Julián. El 22 de mayo la Santiago, al mando de Juan Serrano, se hundió mientras exploraba un río, en lugar que llamaron Puerto Santa Cruz. Se pudieron salvar todos los tripulantes menos un esclavo negro llamado Juan. Dos o tres hombres pudieron cruzar el río en una barca construida con tablas y luego hicieron 120 kilómetros a pie hasta el Puerto San Julián para avisar a Magallanes. Cuando este fue avisado, se organizó un grupo que rescató a los náufragos. Luego, estos hombres fueron distribuidos en el resto de naos y Juan Rodríguez Serrano fue nombrado capitán de la Concepción.
Pasaron dos meses en el Puerto San Julián sin ver a nadie hasta que se encontraron con un indígena en la playa. Según Pigafetta, los españoles le llegaban en estatura a la cintura. Luego vinieron más encuentros con estos hombres supuestamente gigantescos. Maximiliano Transilvano dijo que estos nativos medían unos 9 o 10 palmos (tal vez 2,30 metros) y Gaspar Correia dijo que medían 15 palmos. Un expedicionario que llegó a la región en 1525 dijo que algunas mujeres medían 2,70 metros. Más adelante, Francis Drake escribió que los hombres de allí eran más grandes de lo común, pero no gigantes, calculando que medían una media de 7 pies y medio (2,30 metros) o más. Magallanes le dio de comer a seis de estos hombres cuando les visitaron días más tarde. Luego vinieron otros cuatro y Magallanes apresó a dos para llevarlos a Castilla. La región fue llamada Patagonia por el gigante Patagón de la novela de caballerías Primaleón. En el siglo XVIII Louis Antoine de Bougainville y en el siglo XIX Charles Darwin y George Chaworth Musters, entre otros, establecieron que, entre los indígenas de aquellas tierras (los tehuelches, autodenominados aónikenk), la altura media de los hombres era de 1,75 a 1,80 metros y de las mujeres de 1,69, siendo las mujeres más altas de 1,80.
Magallanes envió a un grupo de hombres, con el piloto João Lopes Carvalho, a buscar a habitantes de la región para que les diesen carne fresca y les prohibió hacer mal a los nativos. Se encontraron con siete patagones en una cabaña y, al intentar que uno de ellos fuese a los barcos, fueron atacados con flechas, falleciendo Diego de Barrasa. Magallanes mandó una expedición de castigo por esta muerte, pero no encontraron a los nativos en el lugar.
El 11 de agosto Magallanes desterró en la Patagonia a Juan de Cartagena y a Pedro Sánchez Reina.
Finalmente, se mandó un destacamento a un monte cercano, que se llamó Monte Cristo (el actual Monte Wood), para que colocasen una cruz y se tomó posesión del territorio en nombre del rey de España.
El 24 de agosto partieron del Puerto San Julián. El 25 de agosto se detuvieron en el río Santa Cruz, donde abundaba la pesca.

#### Descubrimiento del estrecho de Magallanes
Partieron el 18 de octubre de 1520 y el 21 de octubre llegaron un cabo que llamaron de las Once Mil Vírgenes. Se encontraron con un estrecho y pasaron por una fuerte borrasca que llevó a perder de vista temporalmente a las naos Concepción y San Antonio. Luego Magallanes ordenó que un grupo de hombres, con João Lopes Carvalho al frente, desembarcasen y subiesen a un monte para ver si aquello era efectivamente un paso y estos vieron algo de tierra al fondo, por lo que volvieron sin una respuesta concluyente. Magallanes decidió avanzar hasta una bahía con algunas islas.
Por primera vez, Magallanes solicitó la opinión de los demás oficiales sobre si continuar o regresar a España. El piloto Esteban Gómez dijo que los suministros podían no ser suficientes si encontraban al otro lado un gran océano. El piloto Andrés de San Martín opinó que, ya que había llegado donde no había llegado nadie antes lo mejor era seguir y asegurarse de que ese era el estrecho que buscaban, pero había que abandonar esa latitud para evitar el frío y eventuales borrascas y que había que regresar a España si se demoraban demasiado recorriendo el estrecho.

Ruta de la expedición a través del estrecho

Magallanes tomó la decisión de continuar, pero el estrecho se bifurcó en dos. Entonces mandó que la San Antonio y la Concepción fuesen por un camino y él con la Trinidad y la Victoria fuesen hacia el otro y que volverían a reunirse en la encrucijada a los tres días. La nave San Antonio, con Álvaro de Mezquita se adelantó, momento en el que el piloto Esteban Gómez y el tesorero Jerónimo Guerra depusieron a Mezquita para desandar el camino por la noche y regresar a Sevilla, a donde arribaron el 6 de mayo de 1521.
La tripulación de las naos Concepción, Trinidad y Victoria estuvo buscando a la San Antonio durante varios días, sin éxito, dejando cruces en la costa y calderos con notas como señales.
Cuando se resignaron a la pérdida de la San Antonio continuaron navegando por el estrecho y vieron fuegos a lo lejos, por lo que llamaron a la región Tierra de Fuego. Encontraron un río que llamaron de las Sardinas, por la gran cantidad de estos peces que pudieron pescar.
El 11 de noviembre el sacerdote Pedro de Valderrama celebró en el Puerto de las Sardinas, hoy Bahía Fortescue, la primera misa de la historia de Chile. En 2020 se colocó una cruz de 10 metros de altura en este entorno.
Luego decidieron seguir adelante enviado como avanzadilla chalupas que iban avisando de si el estrecho continuaba. El 27 de noviembre de 1520 llegaron al final del estrecho, entre dos cabos que llamaron Hermoso y Deseado, y llamaron al océano que se encontraron Pacífico.
En 2020 Chile usó los apellidos de miembros de la expedición de Magallanes para nombrar a algunos lugares del estrecho. Se dio los nombres de Pigafetta, Albo y San Martín a cada una de las tres islas Charles y Fray Valderrama a la punta suroeste de la bahía Fortescue.

#### Cruce del Pacífico
Entre finales de 1520 y comienzos de 1521 tuvo lugar un fenómeno natural llamado El Niño que facilitó la navegación por la parte última y más peligrosa del estrecho de Magallanes y por el sur del océano Pacífico. Según un estudio del los académicos Scott M. Fitzpatrick y Richard T. Callaghan, la expedición se vio favorecida por condiciones inusuales y un tiempo anormalmente bueno. De no haber sido así, Magallanes no hubiera llamado a ese océano con el nombre de Pacífico, se hubiera producido un cambio de ruta y la expedición habría fracasado.
Tras salir del estrecho fueron hacia el norte hasta el paralelo 38 sur, navegando junto a la costa de Chile pero si que conste ningún desembarco. El 29 de noviembre de 1520 estaban a la altura de la isla Hanover, el 1 de diciembre avistaron la isla Campana, el 2 de diciembre navegaban junto al Golfo de Penas, el 8 de diciembre pasaron junto a la Isla Grande de Chiloé y el 13 de diciembre estaban a la altura del Río Calle-Calle. El 15 de diciembre estaban a la altura de lo que luego sería Concepción, el 19 de diciembre frente a la actual Valparaíso y el 22 de diciembre estaban cerca de La Serena.
Luego fueron hacia el oeste y, al cabo de un mes por el océano, empezaron a producirse muertes en alta mar por enfermedades.
Antonio Pigafetta escribió las siguientes penurias sobre la alimentación en esta travesía por el Pacífico:

El bizcocho que comíamos ya no era pan, sino un polvo mezclado de gusanos que habían devorado toda su sustancia, y que además tenía un hedor insoportable por hallarse impregnado de orines de rata. El agua que nos veíamos obligados a beber estaba igualmente podrida y hedionda. Para no morirnos de hambre, nos vimos aun obligados a comer pedazos de cuero de vaca con que se había forrado la gran verga para evitar que la madera destruyera las cuerdas. Este cuero, siempre expuesto al agua, al sol y a los vientos, estaba tan duro que era necesario sumergirlo durante cuatro o cinco días en el mar para ablandarlo un poco; para comerlo lo poníamos en seguida sobre las brasas. A menudo aun estábamos reducidos a alimentarnos de serrín, y hasta las ratas, tan repelentes para el hombre, habían llegado a ser un alimento tan delicado que se pagaba medio ducado por cada una

Antonio Pigafetta y Ginés de Mafra hablan de que en estos tiempos muchos marineros sufrieron escorbuto, una enfermedad potencialmente mortal causada por la falta de vitamina C.
Pigafetta habla de diversos tipos de peces en aquel océano y consta que la expedición llevaba muchos anzuelos, aunque no se relatan tareas de pesca durante la travesía. Tal vez la pesca sí se llevó a cabo pero los peces capturados fueron insuficientes. Este cronista sí que menciona peces que saltaban fuera del agua (peces voladores) y que cayeron en los barcos de los navegantes, que se los comieron.
El 25 de enero de 1521 llegaron a un islote rodeado de arrecifes que llamaron San Pablo, por ser el día de la conversión de ese apóstol. La mayoría de historiadores considera que se trataba del atolón Puka Puka, aunque otros han propuesto que se tratase de Fakahina o Fangatau. En este lugar no pudieron desembarcar.
El 4 de febrero llegaron a una otra isla, que llamaron de los Tiburones, y que probablemente se trate de la isla Flint, aunque otros han indicado que podría tratarse de Vostok o Caroline. Según Maximiliano Transilvano, en este lugar desembarcaron y permanecieron dos días pescando, aunque según Albo, Pigafetta y Mafra solo estuvieron unas horas pescando en la zona, posiblemente desde botes.
El 6 de marzo de 1521 desembarcaron en la isla de Guam. Los nativos robaban cosas de los barcos. En un momento dado subieron muchos a las naos, especialmente a la Trinidad, y el contramaestre de esta dio una bofetada a uno. Eso provocó una leve escaramuza entre los nativos y los europeos. A los tres días los nativos robaron el batel de la Trinidad y Magallanes mandó a cuarenta hombres para castigarlos. Estos quemaron cuarenta o cincuenta casas, muchas canoas y mataron a siete nativos, tras lo cual recuperaron el batel. Magallanes juzgó conveniente abandonar la isla, que llamaron de los Ladrones.

#### Muerte de Magallanes en Filipinas
Magallanes y sus hombres llegaron el 16 de marzo a la isla de Suluan, en un archipiélago que llamaron islas de San Lázaro y que más adelante sería rebautizado por Ruy López de Villalobos como Filipinas en honor a Felipe II.
Posteriormente desembarcaron en una isla cercana más grande llamada Homonhon, donde estuvieron nueve días. Unos nativos llegaron en barca desde otra isla y les dieron comida.
Luego estuvieron en la isla de Mazaua, que probablemente sea la isla de Limasawa, aunque hay una tradición que dice que llegaron a Batúan. El 31 de marzo de 1521, Domingo de Resurrección, se celebró una misa en este lugar, que fue la primera en la historia de Filipinas. Magallanes puso una cruz y explicó al rey de los nativos que esa cruz les protegería, porque significaba que eran un pueblo amigo.
El 7 de abril llegaron a la ciudad de Cebú, que estaba muy poblada. El monarca local, Humabón, le pidió a Magallanes un impuesto por fondear en su puerto pero este se negó y amenazó con la guerra. Al día siguiente Humabón y Magallanes celebraron una ceremonia para sellar su amistad.
Magallanes hizo hincapié en evangelizar a los nativos. El sacerdote Pedro de Valderrama se encargó de esta tarea. Pigafetta escribió que ochocientos se terminaron bautizando, incluido el rey de Cebú y su esposa, que pasó a llamarse Juana. El día del bautismo del rey, el 15 de abril, se erigió una cruz de madera en la plaza de Cebú que se ha mantenido ahí hasta la actualidad. Un sacerdote le mostró a la reina una imagen de la Virgen María y otra del Niño Jesús. La reina pidió la imagen del Niño Jesús y se la quedó. En 1565 los españoles descubrieron que los nativos habían conservado esta imagen y, en la actualidad, es objeto de mucha devoción en Filipinas.
El rey de Cebú le contó a Magallanes que en la vecina isla de Mactán había unos nativos gobernados por Lapulapu que estaban enemistados con los de Cebú y que no veían bien la presencia de los expedicionarios. Magallanes decidió someterlos por la fuerza y rechazó la ayuda que Humabón le ofreció para ello.
El 27 de abril de 1521 Magallanes acudió a Mactán con un grupo de hombres (40 según Ginés de Mafra y 60 según Pigafetta) a bordo de bateles. Los españoles fueron derrotados en esta batalla y Magallanes murió en combate. En 1522 Elcano declaró ante el alcalde de casa y corte Díaz de Leguizamo que murieron también en combate otros 7 hombres y fueron heridos 27.

#### Llegada a las Molucas y regreso capitaneado por Juan Sebastián Elcano

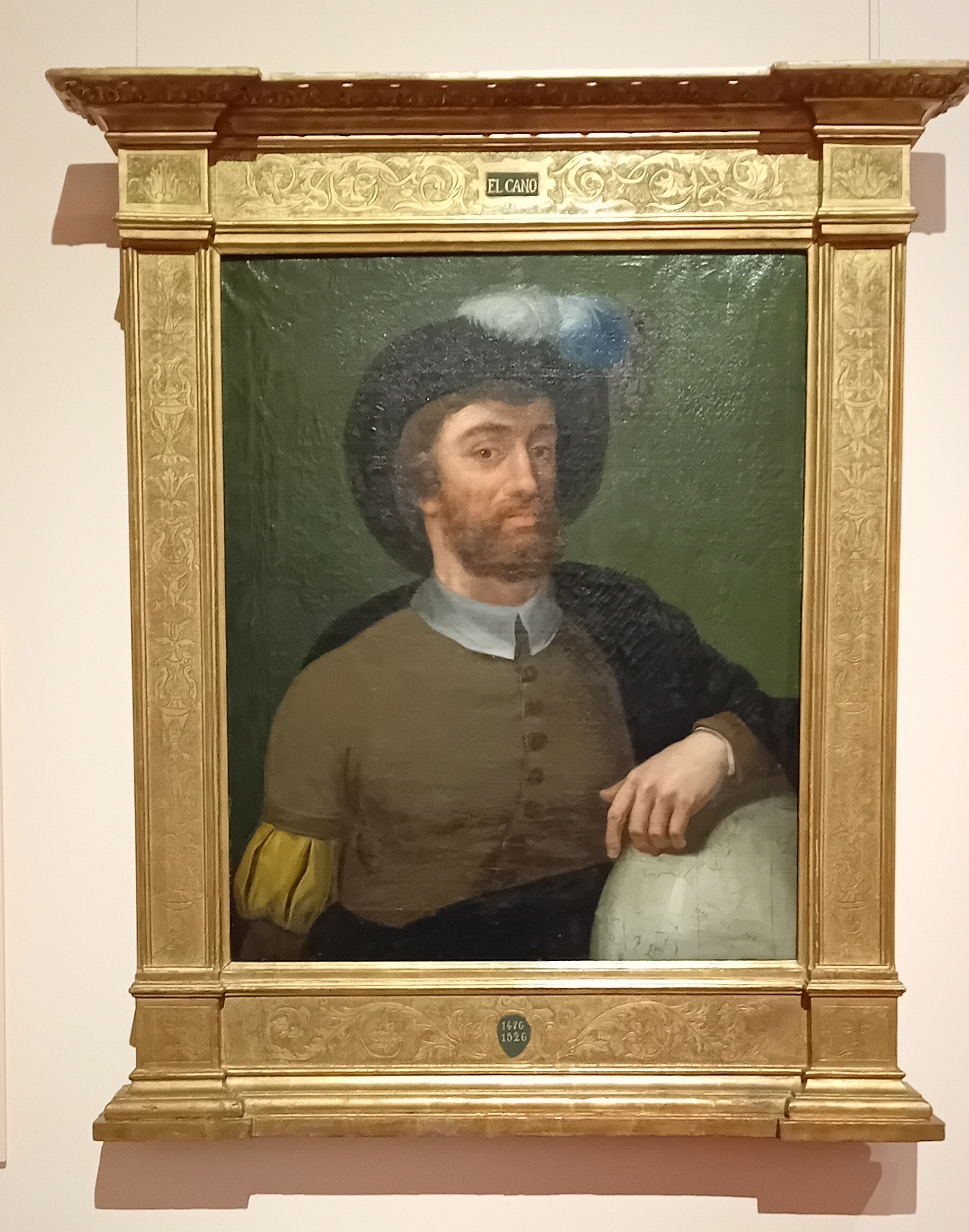
Retrato de Juan Sebastián Elcano. Anónimo,. Museo Naval de Madrid.

Duarte Barbosa pasó a ser capitán general y capitán de la Trinidad. Enrique de Malaca, que había sido esclavo de Magallanes, se empezó a comportar de manera ociosa y Barbosa le llamó "perro" y dijo que no era libre, sino que pasaría a estar a cargo de la esposa de Magallanes. También le dijo que le haría azotar si no bajaba a tierra a hacer tareas. Según Pigafetta, Enrique fue a hablar con el rey de Cebú y le propuso matar a los europeos para arrebatarles sus naves y pertenencias. Luego, el malayo regresó a la armada y actuó de modo más laborioso que nunca. Según Ginés de Mafra, no fue Enrique el que instigó al rey de Cebú contra los españoles sino Lapulapu.
El 1 de mayo Humabón invitó a los expedicionarios a un banquete. Mientras estaban en la comida aparecieron guerreros nativos que pasaron a cuchillo a muchos. Los marineros hicieron luego una lista con 27 hombres que habían perdido en el acto, entre los que se contaban Barbosa y Enrique. No obstante, pensaron que tal vez no todos los desaparecidos estaban muertos.
Los barcos salieron precipitadamente de Cebú sin estar lo suficientemente cargados de provisiones.
João Lopes Carvalho pasó a ser capitán general de la expedición y capitán de la Trinidad, con Juan Bautista de Poncevera como maestre de este barco. Gonzalo Gómez de Espinosa, que había comenzado el viaje como alguacil mayor, pasó a ser capitán de la Victoria con Elcano como maestre.
La tripulación pasó a estar compuesta solamente por 116 o 117 hombres, lo que hacía imposible gobernar los tres barcos. Se dirigieron a la isla Bohol y quemaron la nao Concepción.
Navegaron hacia el sur y llegaron a la isla de Mindanao. Pigafetta cuenta que desembarcó y que mantuvo buenas relaciones con el rey del lugar pero que no consiguió provisiones. El rey de Mindanao les explicó como llegar a la isla de Borneo y, por el camino, se detuvieron en la isla de Palawan. Juan de Campos se ganó la amistad de los nativos de Palawan y estos les vendieron arroz.
Estuvieron un mes en Palawan. Los nativos no supieron indicarles cómo llegar a las islas de las Especias y Carvalho decidió continuar hasta Borneo con algunos guías locales.
El 8 de julio de 1521 llegaron a la ciudad de Brunéi, en la isla de Borneo, donde se encontraba el rajá musulmán Siripada. El rajá pidió que le visitasen los europeos. Gonzalo Gómez de Espinosa y Juan Sebastián Elcano desembarcaron y fueron a verle, mientras Carvalho permaneció en la nao Trinidad. Según Ginés de Mafra a Elcano y Espinosa les acompañaron los marineros griegos Juan Gorfo y Mateo Griego. Pigafetta, por su parte, narra con mucho detalle el recibimiento, por lo que puede deducirse que él también acudió. Pigafetta cuenta que los europeos fueron atendidos dos días y Ginés de Mafra cuenta que fueron retenidos quince días. Otro que acudió fue el hijo brasileño de Carvalho con objetos para comerciar que no eran suyos, sino de los armadores de las naos o de la Corona española.
Espinosa y Elcano fueron llevados a ver al rajá.
Mientras Espinosa y Elcano estaban en tierra, dos juncos se pusieron junto a las dos naos. Un marinero divisó que, a lo lejos, se acercaba una flota de más de doscientas velas. Carvalho decidió abordar los juncos, que fueron tomados sin dificultad. Dejaron a los tripulantes nativos regresar a tierra con el mensaje de que seguirían atacando los juncos que se acercasen hasta que volviesen sus compañeros. Tras esto, llegaron a quemar cuatro juncos sucesivamente. Luego se acercó otro junco, cuyo capitán decía que era del rey de la isla de Luzón. Este junco fue abordado y Carvalho le dejó ir a cambio de unas joyas que llevaba. Finalmente, Elcano y Espinosa regresaron a los barcos.
Los dos marineros griegos se quedaron en Brunéi, sin que se sepa con certeza si fue voluntariamente o no. En cuanto al hijo de Carvalho, los nativos les dijeron a Espinosa y Elcano que había muerto pero no lo pudieron comprobar porque estaban separados y no se supo más de él.
Por Elcano y Espinosa, supieron que el capitán del junco de Luzón era en realidad el hijo del rey de Luzón.
Los marineros europeos no aprobaron el comportamiento de Carvalho, ya que según ellos deberían haber retenido al de Luzón hasta que volviesen sus compañeros en vez de liberarlo a cambio de unas joyas. Carvalho también retuvo a tres mujeres nativas para él.
El 29 de julio de 1521 las dos naos abandonaron Brunéi.
El rajá de Brunéi les indicó que en Mindanao habría guías para llevarlos hasta las islas de las Especias (las Malucas) y pusieron rumbo a este lugar.
Cerca del cabo más septentrional de la isla de Borneo uno de los barcos encalló, produciendo daños materiales. El 15 de agosto de 1521 detuvieron para reparar esta nao en una isla situada entre Borneo y Palawan que se llamaba Cimbombón y que llamaron Nuestra Señora de Agosto.
El 17 de septiembre, estando en esta isla, se decidió destituir a Carvalho por su comportamiento y nombrar capitán general a Gonzalo Gómez de Espinosa, que ejercería su cargo desde la Trinidad. Como Espinosa había sido hasta entonces capitán del otro barco, Elcano fue nombrado capitán de la nao Victoria.
Fueron por el mar de Joló y recorrieron un par de pueblos de la isla de Mindanao. Estuvieron dos días en la isla compraron 17 libras de canela.
Cerca de Mindanao se les aceró un parao y hubo un combate naval. Murieron 7 de los 18 nativos provenientes de Magindanau que había en el parao. También falleció por heridas el armero sevillano Pedro Sánchez y el lombardero francés Juan Bautista. Tras esto, uno de los hombres del parao dijo ser el hermano del rey de Magindanau y, como sabía ir a las Molucas, le apresaron a él y a su hijo, entre otros, para que les guiasen.
Siguiendo las instrucciones del hermano de este rey llegaron Sarangani y apresaron a otros dos guías. Con sus indicaciones, fueron hasta el sur por el mar de Célebes. Cuando pasaron junto a la isla Sangir huyeron a nado uno de los guías de Sarangani y el hermano del rey de Magindanau con su hijo, muriendo ahogado este hijo. Se quedaron con solo un guía y continuaron el viaje con sus indicaciones.
El 7 de noviembre de 1521 avistaron las Molucas.
El 8 de noviembre desembarcaron en la isla de Tidore y fueron recibidos por el rey Almansur, que los trató con gran hospitalidad. Espinosa y Elcano intercambiaron regalos con Almansur. Posteriormente, le entregaron a este rey los rehenes del parao y al guía de Sarangani para que los enviase de nuevo a sus tierras, así como a las tres mujeres nativas.
Almansur reunió todo el clavo posible de Tidore, así como de las islas de Maquian y Motil, para llenar las naos españolas y tuvo buenas palabras para el rey Carlos I. Los españoles entregaron a cambio telas. Permanecieron en Tidore un mes y otros reyes vecinos acudieron para hacer tratos de amistad con los españoles.
Durante su estancia en Tidore les informaron que hacía ocho meses había muerto en la cercana isla de Ternate el portugués Francisco Serrão.
Uno de los que acudió a Tidore a ver a los españoles fue el hijo del rey de Ternate, acompañado por la viuda y los hijos de Francisco Serrão y por un indígena llamado Manuel, criado del portugués Pedro Alfonso de Lorosa, que se encontraba en Ternate. Manuel les informó de que Lorosa quería ponerse al servicio de Carlos I y los españoles le dijeron que le avisase para que fuese con ellos.
Lorosa llegó a Tidore e informó a los españoles de que los portugueses habían llegado a las Malucas hacía diez años pero que lo habían mantenido en secreto. También les dijo que hacía un año el capitán portugués Tristán de Meneses había estado en las Malucas y le había informado de que el rey de Portugal intentó frustrar el viaje de las cinco naves de Magallanes a la Especiería enviando barcos a los cabos africanos de Buena Esperanza y de Santa María y dando órdenes a su capitán de las Indias, Diego Lopes Sequeira, de enviar seis barcos a las Molucas. Esta última flota tuvo que ser desviada a Adén para luchar contra otra que los turcos mandaron para atacar Malaca. Posteriormente, Lorosa y su esposa se unieron a los españoles.
Los españoles fueron conscientes de que los portugueses podían aparecer en cualquier momento para atacarles y, como ya habían cargado las bodegas de los barcos de clavo, decidieron marcharse rápidamente. Almansur entristeció mucho por el hecho de que los expedicionarios se fuesen tan rápido y dio tantas muestras de lealtad y fidelidad al rey de España que los españoles decidieron quedarse quince días más.
El rey de Ternate, Chechili de Roix, intentó que Lorosa se quedase con él. Existe en el Archivo Nacional de la Torre do Tombo una carta escrita en jawi del rey de Ternate, amigo del capitán portugués de Malaca, a los portugueses informándoles de que habían llegado los españoles y que habían mantenido buenas relaciones con el rey de Tidore.
Fueron a la isla de Gilolo o Halmahera donde compraron muchas cañas gruesas rellenas de agua dulce. Tenían tanto clavo que no podían cargarlo todo en las dos naos. Por ello, construyeron un almacén en la isla y lo dejaron a cargo de cinco hombres.
El 18 de diciembre todo estaba listo para zarpar de Tidore.
Cuando zarparon a la Trinidad le costaba navegar y decidieron regresar a Tidore. Descargaron esta nao y Almansur puso a su servicio a buceadores nativos que examinaron el barco y descubrieron que la quilla estaba rota y que había un agujero grande junto a la misma. Almansur puso a disposición de los españoles carpinteros pero la reparación de un problema de este tipo podía durar meses. Sin embargo, los portugueses podían aparecer en cualquier momento y se decidió que la nao Victoria continuase sola.
Se decidió que, cuando la Trinidad estuviese reparada, cruzase el océano Pacífico hasta la región americana del Darién. Luego la tripulación debía llevar el clavo por tierra hasta el Caribe y de ahí regresar a España.
Elcano decidió continuar con la nao Victoria hacia el oeste, cruzando un territorio concedido a los portugueses en virtud del Tratado de Tordesillas. En esta ruta deberían de evitar los puertos, porque en ellos se podían cruzar con los portugueses.
El 21 de diciembre de 1521 la nao Victoria zarpó de Tidore con 47 expedicionarios.
Elcano decidió ir por el sur del océano Índico hacia el cabo de Buena Esperanza. Los oficiales Francisco Albo y Miguel Rodas opinaban que debían detenerse en las islas Maldivas, pero Elcano se opuso para no caer en manos portuguesas.
Llegaron a Timor el 25 de enero de 1522 y se detuvieron en la isla once días. Aprovecharon su estancia en la isla para comprar sándalo.
La nao Victoria zarpó de Timor el 7 de febrero de 1522. Por entonces el barco estaba maltrecho y entraba mucha agua, por lo que era necesario bombearla doce veces durante el día y doce veces durante la noche.
La nao Victoria navegó en paralelo a la costa de Australia, a solo 500 kilómetros. El 18 de marzo vieron la que luego se llamó isla de Ámsterdam. Estuvieron dos días buscando un lugar para fondear pero no lo encontraron y tuvieron que seguir su viaje.
Fueron hacia el sur hasta el paralelo 40, recorriendo los Rugientes Cuarentas, una franja de fuertes vientos que posteriormente sería recorrida hacia el este por los ingleses para llegar a Australia. En abril pasaron ocho días amainados con fuertes borrascas. El 21 de abril el viento empezó a virar y pudieron avanzar. Entonces Elcano decidió ir hacia el noroeste y abandonar ese paralelo.
El 4 de mayo llegaron a pensar que ya habían pasado el cabo de Buena Esperanza y que se encontraban en el Atlántico, por lo que fueron rumbo al noroeste. Con gran decepción, se toparon con la costa este de Sudáfrica. Concluyeron que se encontraban a la altura del río Infante, actualmente conocido como Gran Río Fish. Probablemente pudieron identificar el lugar porque llevaban copias de mapas portugueses, ya que los españoles jamás habían navegado por ese territorio. Decidieron volver a alta mar para evitar ser apresados por los portugueses.
Cuando llegaron al cabo de Buena Esperanza se toparon con una tempestad que partió el mástil y la verga del trinquete. Llegaron a plantearse echar al mar la carga de clavo para ganar seguridad pero, finalmente, no lo hicieron. Entre los días 17 y el 19 de mayo, frente al cabo de Buena Esperanza, tuvieron que enfrentarse a la tempestad sin apenas avanzar nada.
Según la crónica del portugués Gaspar Correa, tras doblar el cabo de Buena Esperanza se detuvieron en la bahía de Saldanha. Según esta misma crónica se cruzaron con un barco portugués al mando de Pedro Cuaresma, y el capitán de la Victoria habló con él y ambos siguieron su camino. Este episodio narrado por Correa debe ser erróneo, ya que dice que el capitán de la Victoria era el portugués Juan de la Rosa (como llamaba a Pedro Alfonso de Lorosa) en lugar de Elcano.
A la altura de Namibia la nao alcanzó gran velocidad. Del 25 al 26 de mayo avanzó 560 km, lo que indica que iban entonces a 12,60 nudos. Como los alimentos escaseaban y la comida debía limitarse a poco más que arroz hervido en agua de mar, empezaron a sucederse las muertes por enfermedad.
Si seguían así iban a morir todos en poco tiempo, por lo que Elcano se vio obligado a ir a tierra a tomar provisiones. Se acercaron a la costa de Guinea pero los manglares les impidieron fondear. Estuvieron recorriendo la costa guineana entre el 14 de junio y el 1 de julio sin lograr hallar un lugar donde atracar.
El 1 de julio Elcano sometió a votación entre la tripulación si seguir o parar en las islas portuguesas de Cabo Verde. La mayoría decidió ir a Cabo Verde. El 9 de julio la nao Victoria llegó al puerto de Cidade Velha de la isla de Santiago de este archipiélago. Trece tripulantes fueron a tierra en un batel. Dijeron que venían de América y, según Albo, los portugueses no fueron recelosos y les dieron a los españoles todo lo que pidieron.
En el puerto de Cidade Velha los españoles creían que era 10 de julio pero los portugueses les informaron de que era día 9 de julio. Esto es porque los españoles habían ganado un día al dar la vuelta al mundo y no se habían dado cuenta.
Los trece españoles que habían ido a tierra intentaron usar tres quintales de clavo para comprar mercancías y esclavos para darle a la bomba de agua. Entonces las autoridades portuguesas descubrieron que venían de las islas de las Especias y los detuvieron.
Los demás españoles estuvieron navegando con la nao Victoria alrededor de la isla de Santiago mientras esperaba el regreso del batel. El 15 de julio, tras varios días sin noticias de los que habían ido a tierra, decidieron ir al puerto. Se les acercó un barco portugués que les informó que sus compañeros habían sido detenidos y que debían entregar la nao Victoria. Entonces Elcano tomó la decisión de largar velas y escapar.
La nao continuó hacia la península ibérica y no paró en las cercanas islas españolas de Canarias, pasando al oeste de las mismas, porque en esa dirección estaban los vientos alisios constantes del nordeste y un velero básico no podía seguir esa ruta.
Tuvo que pasar por las islas Azores, portuguesas, sin detenerse en ellas. Pocos días después el anticiclón de las Azores les dejó sin viento y parados una semana.

#### Llegada a España

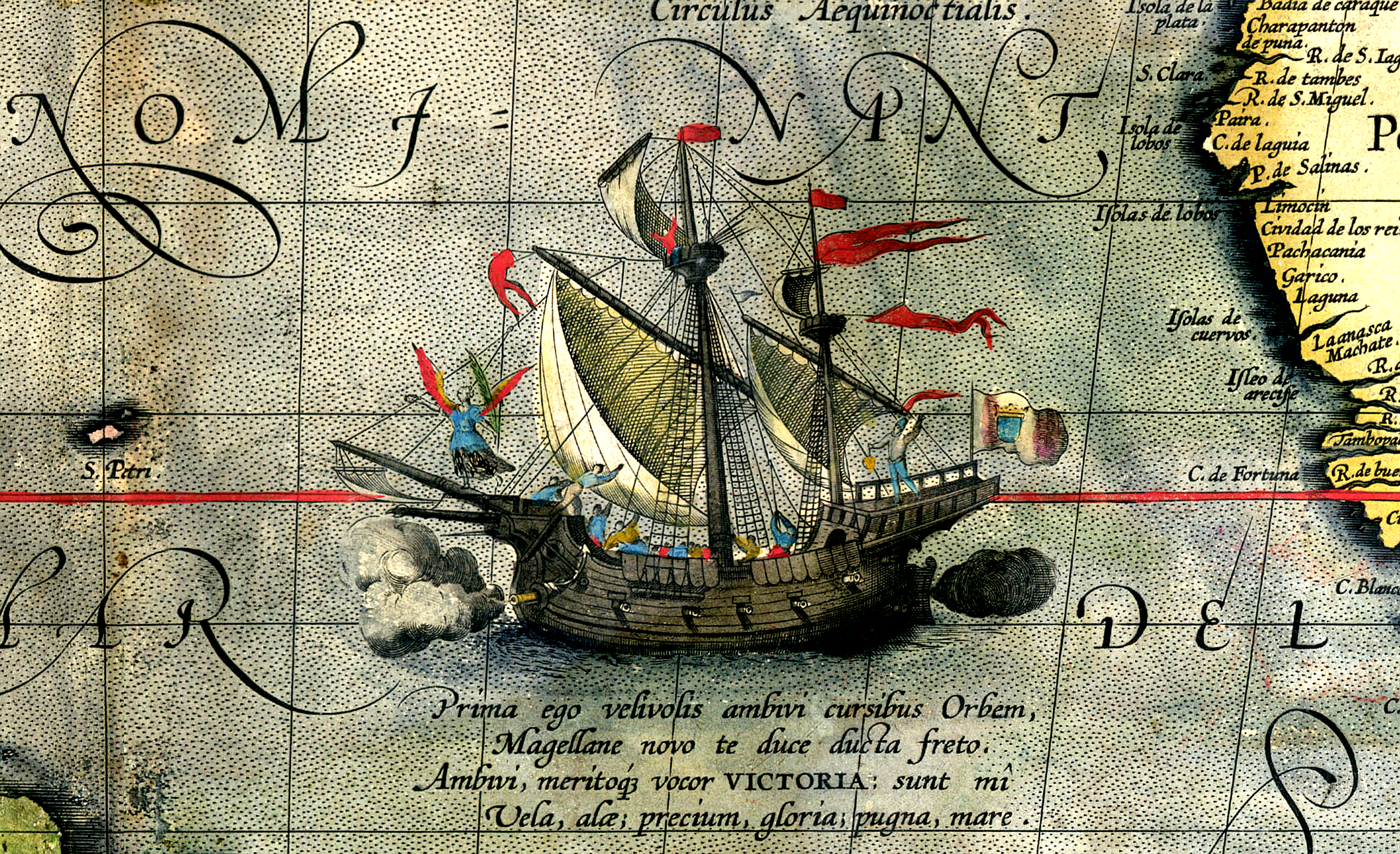
La nao Victoria en un mapa de Abraham Ortelius de 1589.

El 6 de septiembre de 1522 llegaron a Sanlúcar de Barrameda los 18 expedicionarios con, al menos, tres nativos de las Molucas de los trece que habían embarcado en Tidore hacía nueve meses. Ese mismo día, Elcano escribió a bordo de la Victoria una carta a Carlos I informándole de su viaje y de su llegada a la península. De esta carta se han conservado varias copias de la época.
El 7 de septiembre la Casa de la Contratación compró un barco grande con seis remos por 15 ducados, para remontar a la nao Victoria por el río Guadalquivir. También se mandó a Sanlúcar a 15 hombres para asistir en la nao a los expedicionarios y prestó ayuda un vecino de este municipio, Gaspar García, con su barco.
La nao Victoria llegó con su tripulación a Sevilla el 8 de septiembre. La tripulación pidió cirios y bajaron juntos para dar gracias a la Virgen de la Victoria en el convento del mismo nombre y a la capilla de la Virgen de la Antigua de la catedral.

Gracias a la Providencia, el sábado 6 de septiembre de 1522 entramos en la bahía de San Lúcar... Desde que habíamos partido de la bahía de San Lúcar hasta que regresamos a ella recorrimos, según nuestra cuenta, más de catorce mil cuatrocientas sesenta leguas, y dimos la vuelta al mundo entero,.....El lunes 8 de septiembre largamos el ancla cerca del muelle de Sevilla, y descargamos toda nuestra artillería”
Primer viaje alrededor del globo. Antonio Pigafetta.

Esta es la lista de los supervivientes que volvieron a España después de dar la vuelta al mundo: 
| Nombre                                          | Puesto             |
| ----------------------------------------------- | ------------------ |
| Juan Sebastián Elcano, de Guetaria              | Capitán            |
| Francisco Albo, de Axio (Grecia)                | Piloto             |
| Miguel de Rodas, de Rodas (Grecia)              | Piloto             |
| Juan de Acurio, de Bermeo                       | Piloto             |
| Antonio Lombardo Pigafetta, de Vicenza (Italia) | Sobresaliente      |
| Martín de Yudícibus, de Savona (Italia)         | Marino             |
| Hernando de Bustamante, de Mérida               | Marinero y barbero |
| Nicolás el Griego, de Nauplia (Grecia)          | Marinero           |
| Miguel Sánchez de Rodas, de Rodas (Grecia)      | Marinero           |
| Antonio Hernández Colmenero, de Ayamonte        | Marinero           |
| Francisco Rodríguez, de Portugal                | Marinero           |
| Juan Rodríguez, de Huelva                       | Marinero           |
| Diego Carmena Gallego, de Bayona                | Marinero           |
| Hans, de Aquisgrán (Alemania)                   | Artillero          |
| Juan de Arratia, de Bilbao                      | Grumete            |
| Vasco Gómez Gallego el Portugués, de Bayona     | Grumete            |
| Juan de Santander, de Cueto                     | Grumete            |
| Juan de Zubileta, de Baracaldo                  | Paje               |

## Cronología
- 1505: Parte para la India en la armada de Francisco de Almeida.
- 1509: Bajo el mando de Diogo Lopes de Sequeira participa en la desastrosa expedición a Malaca y hace gran amistad con Francisco Serrão.
- 1511: Participa junto a Francisco Serrão, bajo el mando de Afonso de Albuquerque, en la conquista de Malaca.
- 1513: Participa en la Batalla de Azamor.[30]
- 1517: Se dirige a Sevilla.
- 1518: Consigue el apoyo de Carlos I en Valladolid para su proyecto de alcanzar las islas de las especias por occidente.[61]
- 1519: Inicia lo que será el primer viaje de circunnavegación; alcanza la bahía de Guanabara.
- 1520: Alcanza el estuario del Río de la Plata; pasa el invierno en la bahía San Julián; domina un motín; descubre y atraviesa el estrecho de Magallanes y desemboca en el Pacífico. Por esta razón actualmente en Chile, la Región de Magallanes y de la Antártica Chilena lleva su apellido.
- 1521: Descubre la isla de los Ladrones (Islas Marianas); descubre el archipiélago de las Filipinas y muere en combate.
- 1522: Juan Sebastián Elcano regresó a España con la nao Victoria de la expedición navegando hacia occidente, dando la vuelta al mundo.

## Eponimia
- Numerosos lugares han recibido su nombre, entre los que destaca el estrecho de Magallanes y la región chilena de Magallanes y Antártica Chilena.
- El cráter lunar Magelhaens lleva este nombre en su memoria.[231]
- El cráter marciano Magelhaens también conmemora su nombre.[232]
- Asimismo, las galaxias enanas Gran Nube de Magallanes y Pequeña Nube de Magallanes fueron nombradas en su honor.
- Desde 1945 existe en la Liga Venezolana de Béisbol Profesional un equipo profesional de este deporte denominado «Navegantes del Magallanes» que ha ganado varios campeonatos locales y dos Series del Caribe.

## Repercusión en Brasil
Como todo acontecimiento histórico global, el primer viaje de circunnavegación de la tierra generó impacto por los lugares donde pasó, y en Brasil no fue diferente. La Marina de Brasil rehízo el viaje en el siglo XIX con la Corveta Vital de Oliveira, iniciando el trayecto en 1879. Algunos años después, la Marina rehízo nuevamente el trayecto, pero esta vez con la nao Almirante Barroso (1888-1890), cuyo objetivo era realizar la instrucción de una turma de guardas-marina formada en 1886. Este viaje recorrió 36.691 millas náuticas, fue registrado en un libro escrito por su comandante. Durante el trayecto ocurrió un hecho curioso. Debido a la Proclamación de la República en Brasil, el nieto del Emperador, el segundo teniente de la Armada Imperial, príncipe Augusto Leopoldo, que sería parte de la tripulación, tuvo que desembarcar en Colombo (Sri Lanka). La Marina tiene un interés especial por la temática que la refleja en varias sesiones de la Institución, sobre todo en la Directoria del Patrimonio Histórico y Documentación de la Marina (DPHDM). En el Museo Naval del Río de Janeiro hay una referencia a la expedición en la entrada de la exposición permanente, así como artefactos del siglo XVI, incluyendo instrumentos de navegación, Además, en la Revista Marítima Brasileña fueron publicados artículos sobre la importancia de Hernando de Magallanes en el arte de la navegación, así como las posteriores conmemoraciones de su viaje, sobre todo el cuarto centenario.
La familia Schürmann, famosos navegantes brasileños, realizaron un viaje con el nombre de expedición de Magallanes Global Adventure. Partieron en 23 de noviembre de 1997 en el velero Aysso y recorriendo 32 657 millas durante 912 días. El viaje fue concluido con la llegada a Lisboa a tiempo de las conmemoraciones de 500 años del Descubrimiento de Brasil. La aventura fue registrada en el documental, "El mundo en dos vueltas" (O Mundo em Duas Voltas). Por ocasión del viaje de la familia, la escuela de samba Embajada Copa Lord, integrante de la Liga de las Escuelas de Samba de Florianópolis (LIESF), realizó un homenaje a la expedición de Magallanes en 2001. El tema de samba llamado "Viento en sinfonía, la Familia Schürmann zarpará" (Vento em sinfonia, a Família Schürmann vai zarpar), conquistó el segundo lugar del desfile.
Fernando de Magallanes también inspiró algunas producciones culturales brasileñas que trataban de su historia y participación en la circunnavegación. Una revista de cómics de la serie "Descubrimiento" publicada en 1959 por la Editora EBAL habla sobre su biografía. La colección “Biografía en comics” (Biografías em Quadrinhos) tenía un carácter educativo que buscaba cambiar la percepción que esta forma literaria tenía hasta entonces. La influencia de Magallanes perduró en la sociedad brasileña por varias décadas. Él fue, por ejemplo, honrado por “Gaviones Imperiales” (Gaviões Imperiais), escuela de samba virtual que presentó el enredo dos veces, en 2009 y en 2015. El desfile cuenta la historia de la circunnavegación, cuyo título es "Por mares nunca antes navegados... El sueño de Fernando de Magallanes" (Por Mares Nunca Antes Navegados... O sonho de Fernão de Magalhães). La escuela integra la Liga Independiente de las Escuelas Virtuales (LIESV).
Por ocasión de las conmemoraciones del 5.º Centenario del viaje se desarrollaron una serie de iniciativas en Brasil, sobre todo en Río de Janeiro. La Marina Portuguesa hizo diversos eventos relacionados con la efeméride. El primero ocurrió en octubre de 2019, el Simposio de Historia Marítima “Por una Historia Marítima y sus perspectivas en el campo historiográfico brasileño” (Por uma História Marítima e suas perspectivas no campo historiográfico brasileiro) realizado en el Instituto Histórico y Geográfico Brasileño (IHGB). En el mismo año, Brasil fue anfitrión del seminario internacional sobre el “5.º Centenario de la primera vuelta al mundo: la estancia de la flota en Río de Janeiro” (5.º Centenário da primeira volta ao mundo: a estadia da frota no Río de Janeiro). Realizado en el Museo Histórico Nacional, tuvo la participación de historiadores españoles, portugueses, brasileños y otros latino-americanos. En 2020, una ceremonia que cuenta con la presencia de autoridades portuguesas y brasileñas dio el nombre de “Plaza de la Circunnavegacion” (Praça da Circum-Navegação) a una localidad a los alrededores de la bahía de Guanabara, al lado de la Rio Star, la mayor noria de América Latina, haciendo una alusión a la vuelta al mundo y al refuerzo del carácter redondo de la Tierra, resultado del viaje de circunnavegación.

## Monumentos

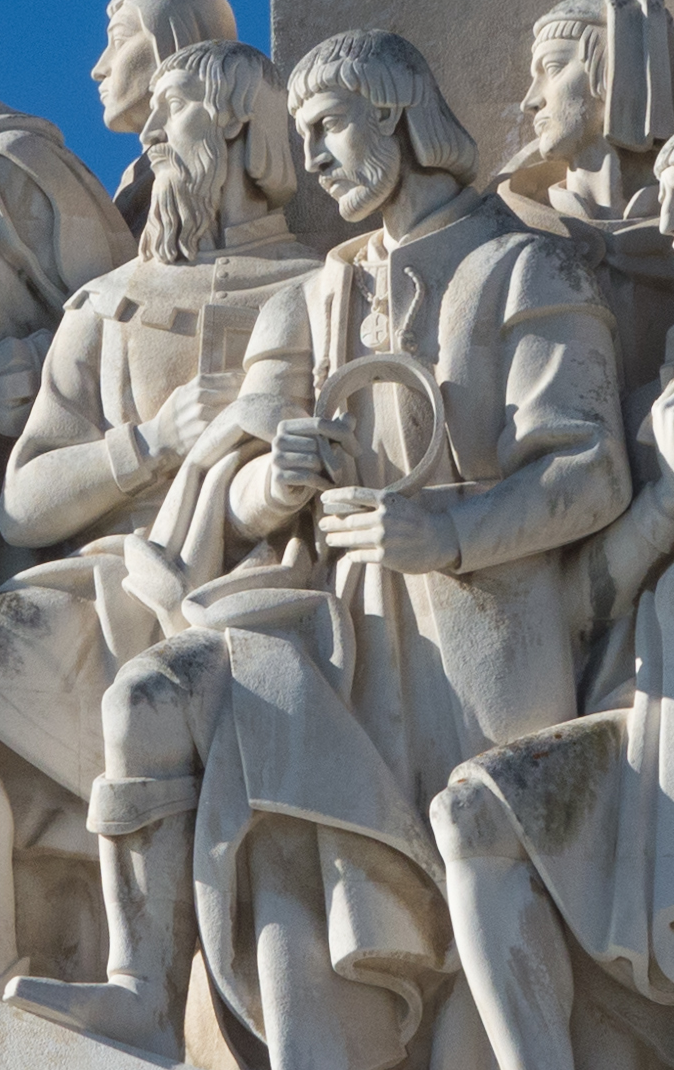
Fernando de Magallanes en el Monumento a los Descubrimientos de Lisboa (Portugal).
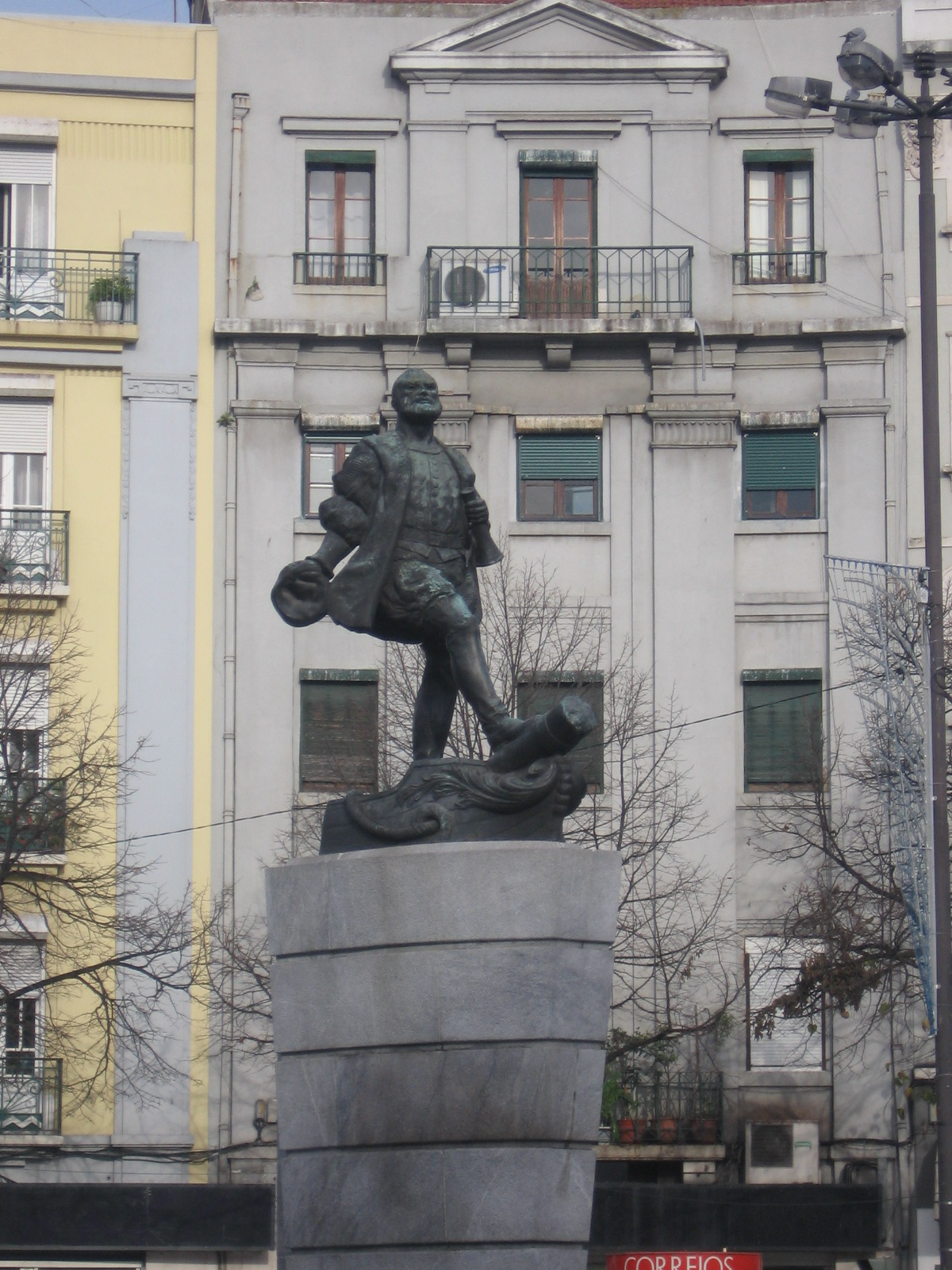
Monumento a Magallanes en Lisboa.
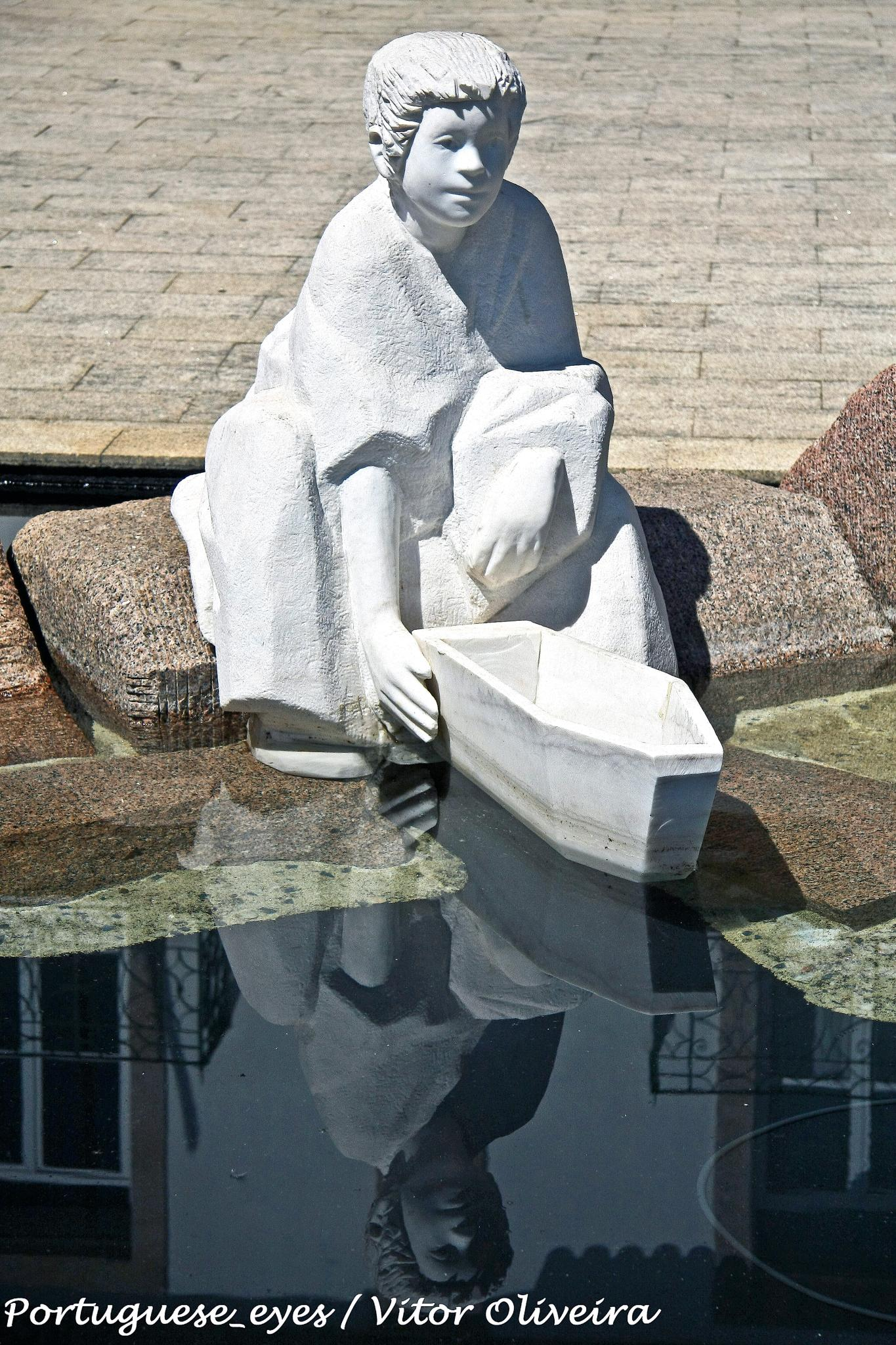
Monumento a Magallanes en Sabrosa (Portugal).
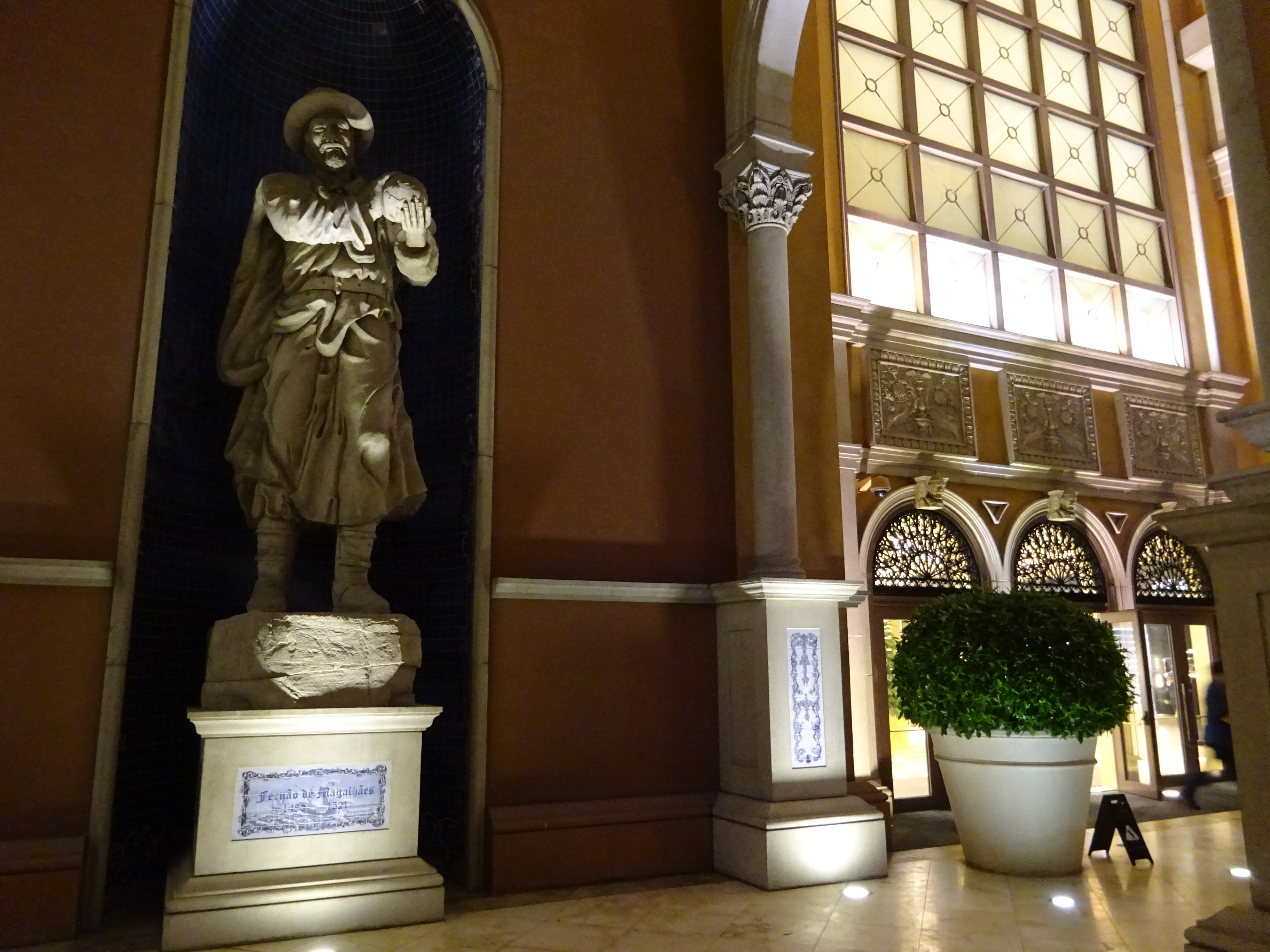
Estatua de Magallanes en el hotel Four Seasons de Macao (China).
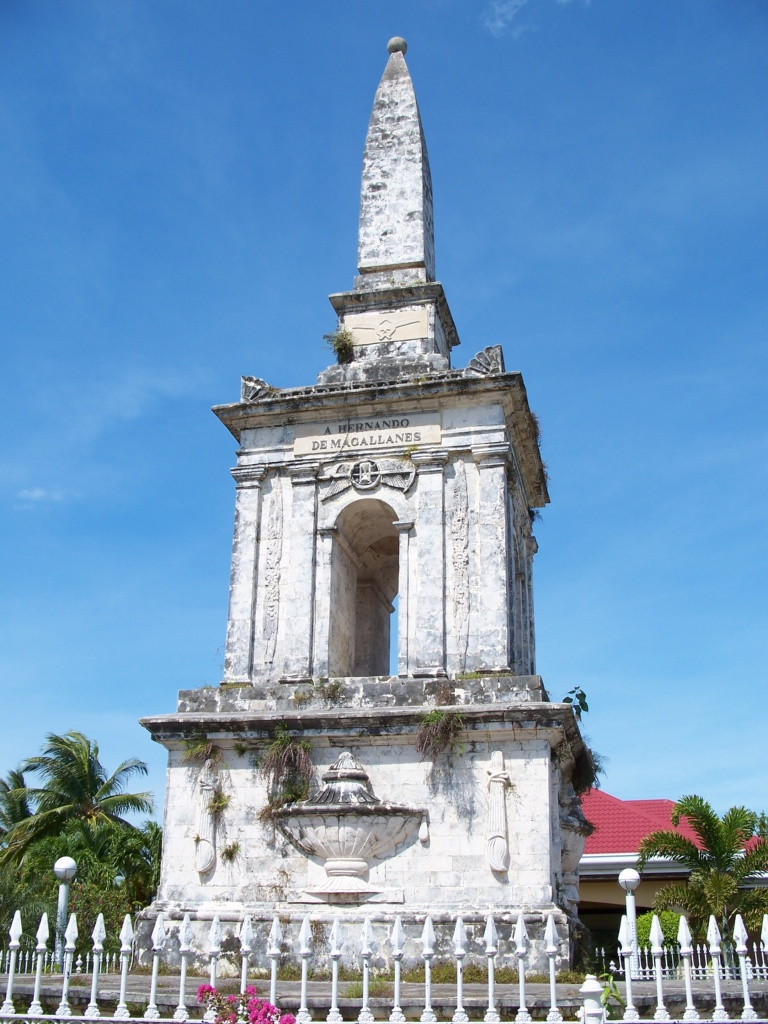
Monumento a Magallanes en Lapulapu (Filipinas) erigido por el Gobierno de Isabel II.
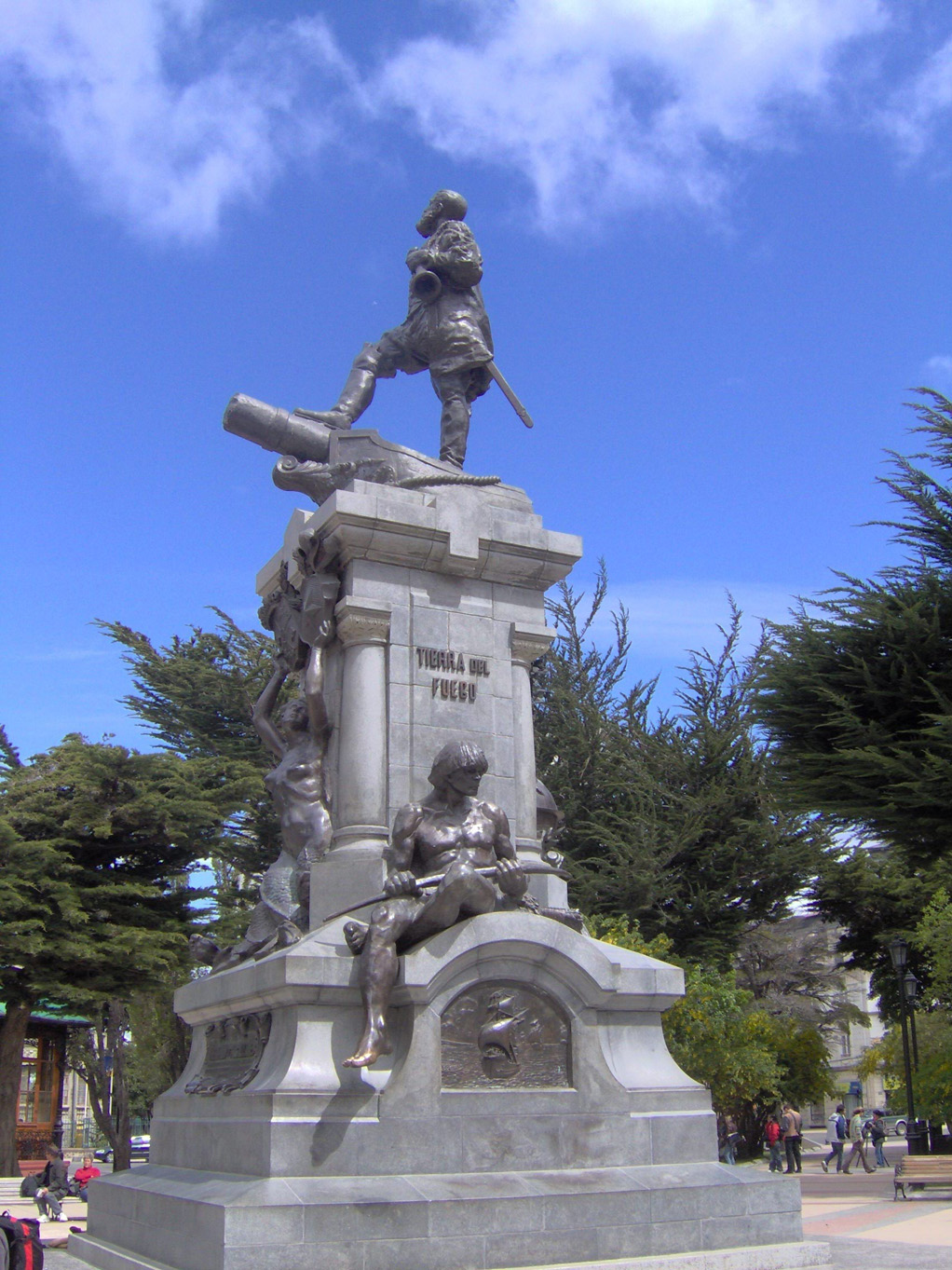
Estatua de Fernando de Magallanes en Punta Arenas (Chile).
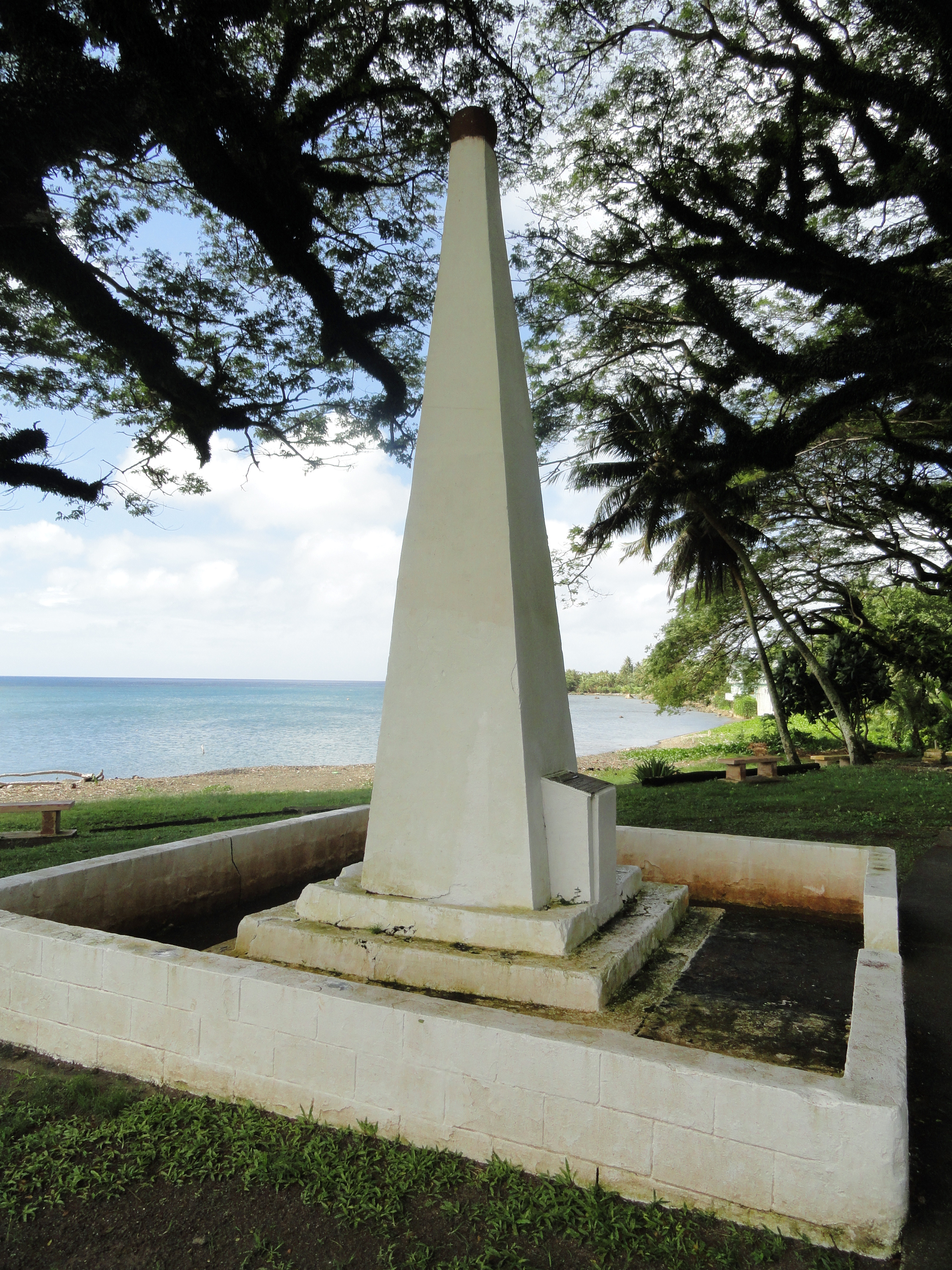
Monumento dedicado a Magallanes en Umatac (Guam).
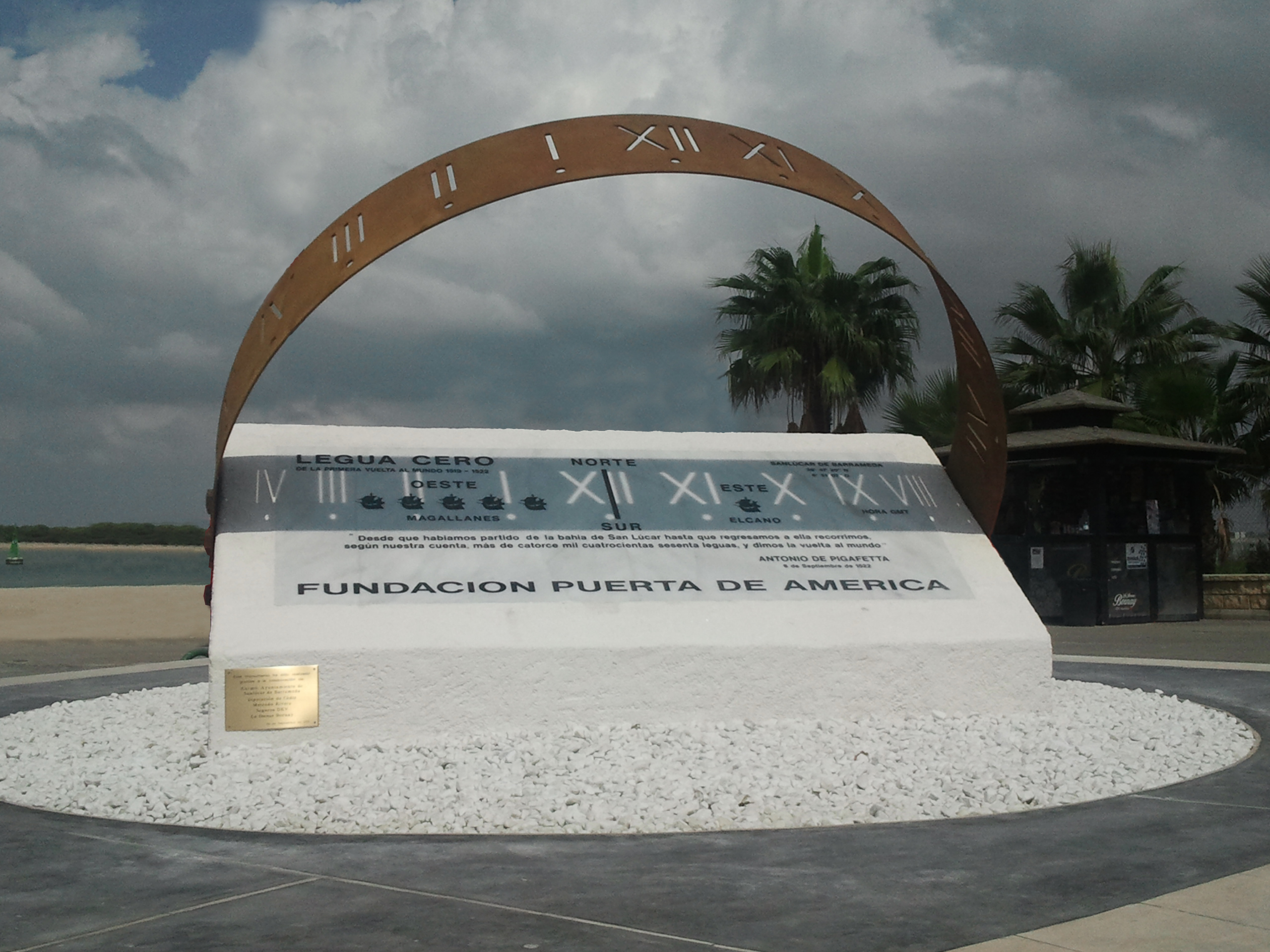
Monumento «Legua Cero» conmemorativo de la primera circunnavegación mundial en Sanlúcar de Barrameda (España).
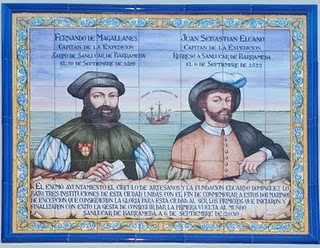
Azulejo conmemorativo de la primera circunnavegación mundial con las imágenes de Magallanes y Elcano en Sanlúcar de Barrameda.
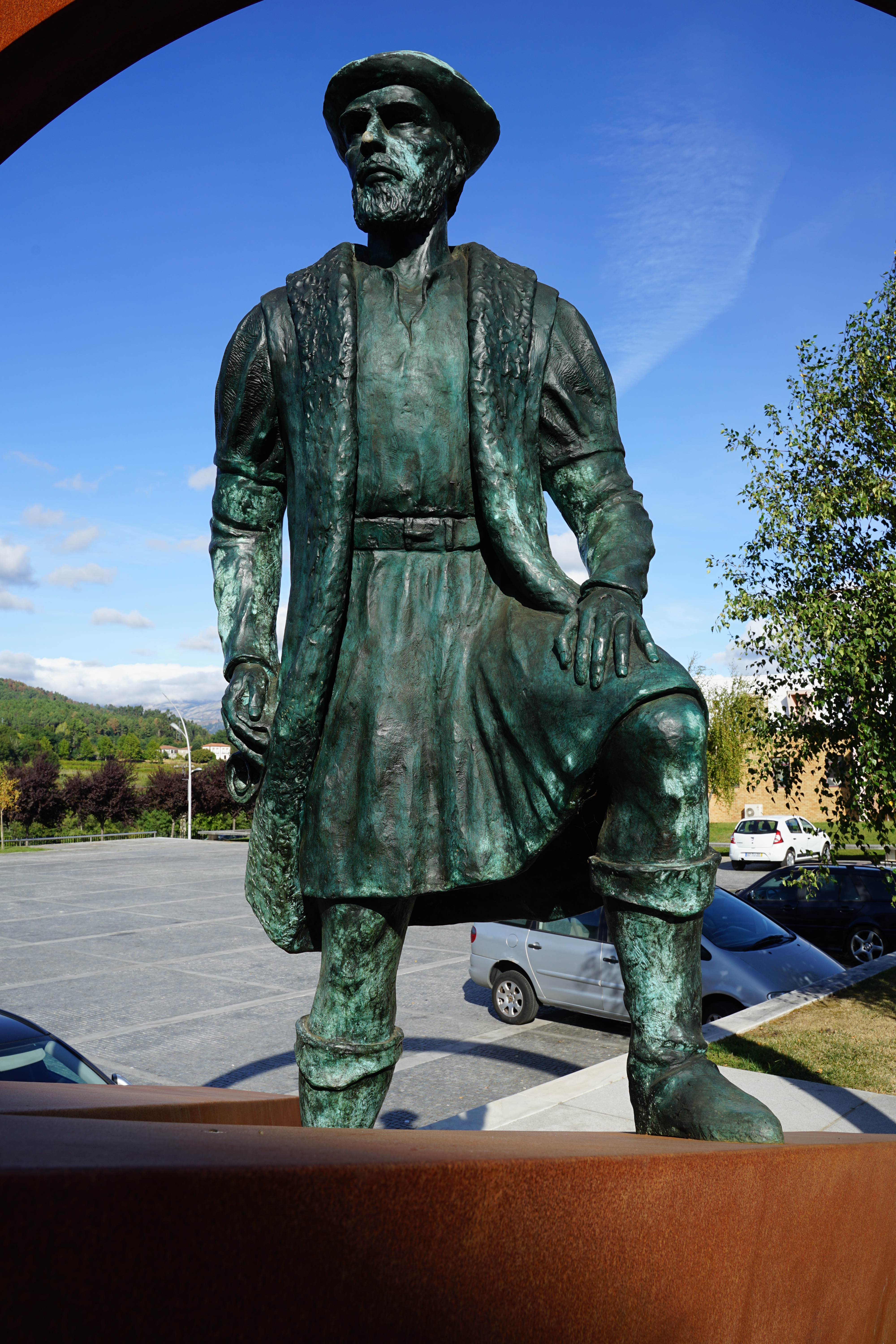
Estatua de Magallanes en Ponte da Barca (Portugal).
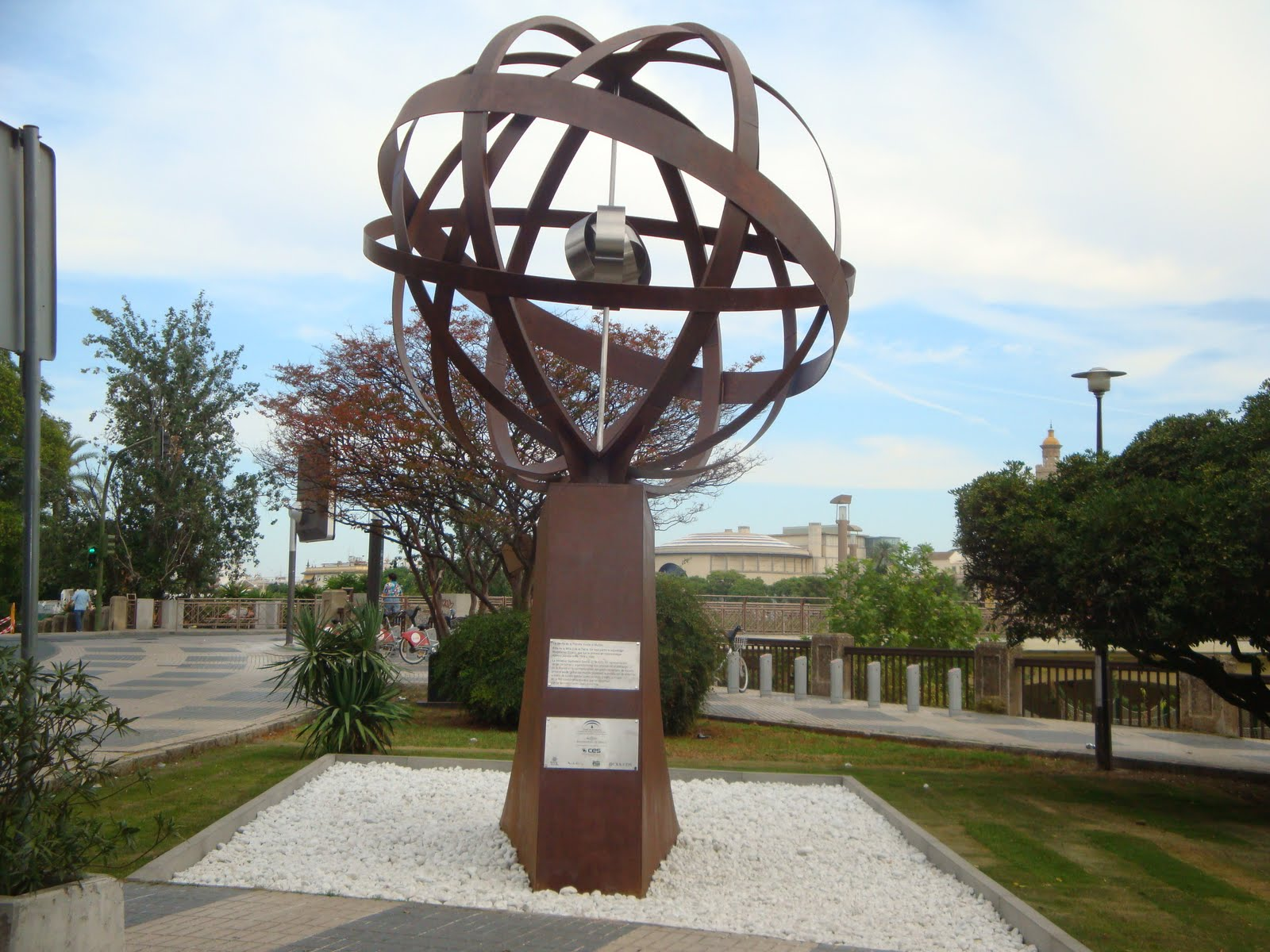
Monumento  «Milla Cero» conmemorativo de la primera vuelta al mundo en Sevilla (España).
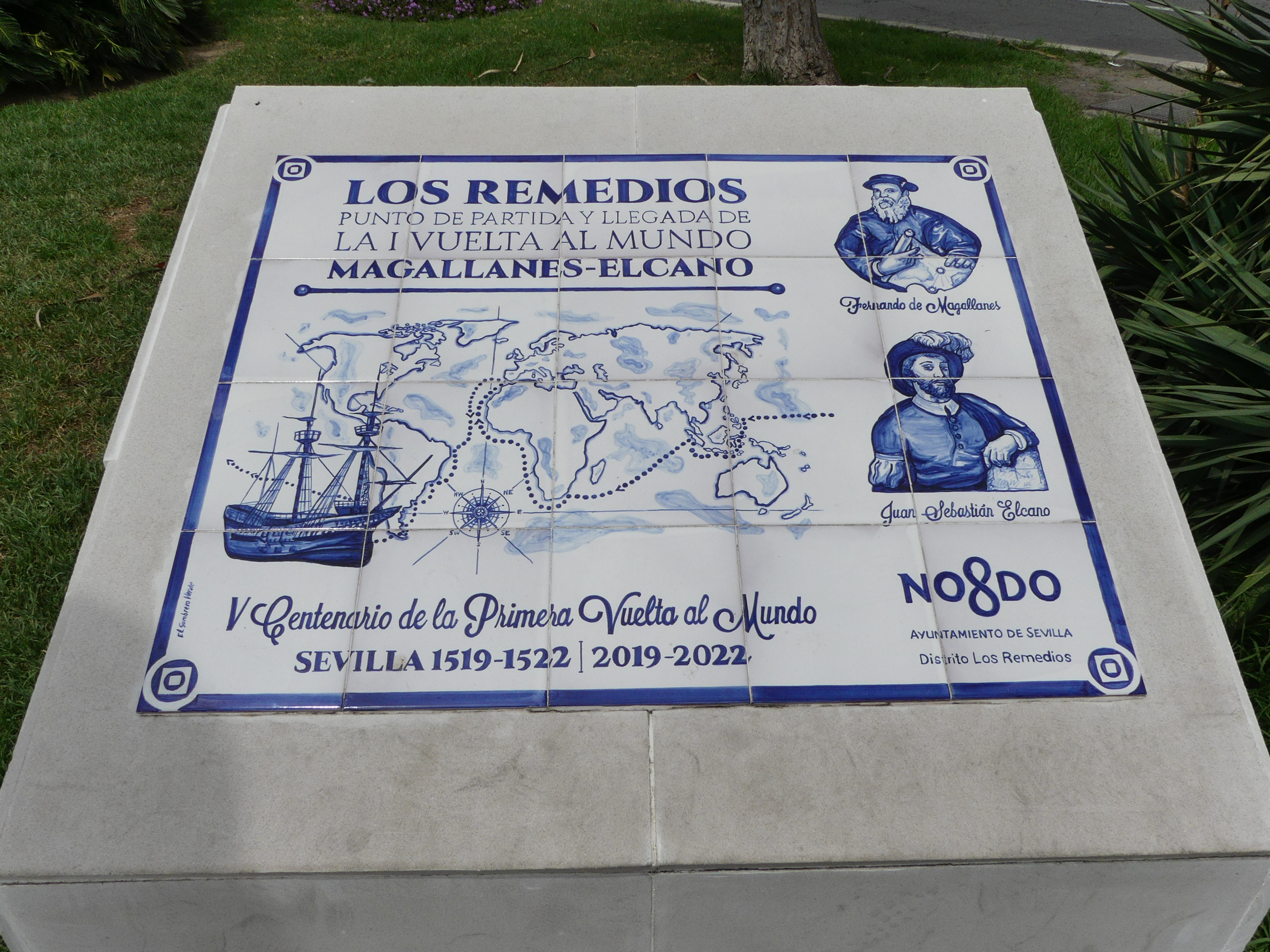
Azulejo dedicado a la primera vuelta al mundo en en el barrio de Los Remedios de Sevilla.